# Psychiatrie punitive en URSS
La psychiatrie punitive en URSS était un système utilisé pour emprisonner les dissidents dans les hôpitaux psychiatriques, appelés psikhouchka (психушка en russe), souvent sous le diagnostic de « schizophrénie torpide » ou « schizophrénie latente », « schizophrénie larvée », « schizophrénie lente », « schizophrénie stagnante ». Certaines sources, datant de 2007-2009, signalaient que la pratique de l'abus de l'internement psychiatrique a toujours lieu dans la Russie contemporaine,,.

## Contexte

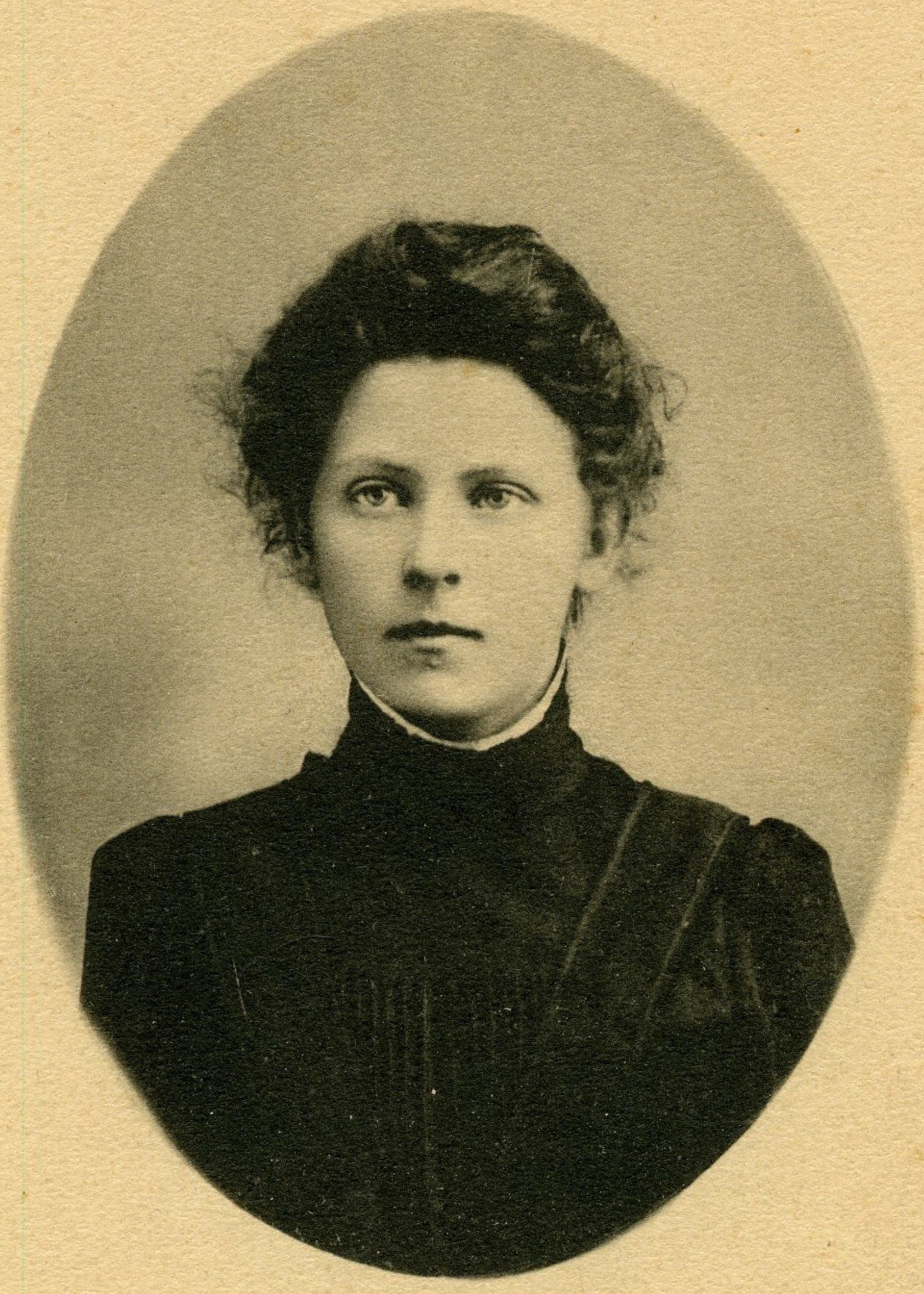
Maria Spiridonova.

Des cas isolés d'utilisation de la psychiatrie dans des buts politiques ont lieu durant le XIXe siècle. La première victime de cette utilisation abusive en URSS est le terrorisme révolutionnaire, en la personne de la leader du Parti socialiste-révolutionnaire de gauche, Maria Spiridonova, enfermée dans un hôpital psychiatrique sur l'ordre de Félix Dzerjinski, en 1921,,.
Cette utilisation abusive acquiert un caractère plus fréquent en URSS entre les années 1930 et 1950 ; ce n'est que dans les années 1960 qu'elle devient une des méthodes fondamentales de la politique de répression,. En effet, après la mort de Staline, en 1953, après le soulèvement de Vorkouta, celui de Norilsk, l'époque du « Dégel » et de la libération des camps de travail pénitentiaire et des camps spéciaux commence. Deux ans plus tard, en 1964, le jeune poète Joseph Brodsky est jugé pour « parasitisme ». L'ère des dissidents peut commencer et celui des hôpitaux psychiatriques se développer.
Un des premiers hôpitaux psychiatriques dans lequel sont enfermées des personnes pour des raisons politiques semble être celui de Kazan (hôpital psychiatrique pénitentiaire de Kazan). De 1940 à 1970, 1 802 patients y décèdent, parmi lesquels 470 condamnés en vertu de l'article 58 du code pénal de la République socialiste fédérative soviétique de Russie et de l'article 54 du code pénal de la République socialiste soviétique d'Ukraine, c'est-à-dire pour des motifs politiques. Dans la colonie de travail pénitentiaire no 5, qui se trouvait dans l'île de Sviajsk, il existe, depuis 1956, une section de l'hôpital psychiatrique de Kazan où meurent 3 087 prisonniers, entre la fin des années 1930 jusqu'aux années 1970.

## Situation juridique
En octobre 1960, le Soviet suprême adopte le nouveau Code criminel de la République socialiste fédérative soviétique de Russie, qui remplace le code de 1926. Pour condamner les dissidents d'URSS, il existe plus de 40 articles dans l'ancien code pénal. Le nombre d'article est modifié en 1960, dans le nouveau Code, mais le contenu des articles reste pratiquement identique.
L'article le plus souvent utilisé à propos des dissidents est l'article 70 qui concerne l'« agitation anti-soviétique et la propagande ».
En 1966, le décret du Præsidium du Soviet suprême de la République socialiste fédérative soviétique de Russie, « sur la modification du Code pénal de la fédération de Russie » est publié, complétant un certain nombre d'articles utilisés pour condamner les dissidents, les articles 190-1, 190-2, 190-3 :
- article 190.1 — « Diffusion de propagande mensongère diffamant l'État soviétique et son système social » ;
- article 190.2 — « Profanation de l'hymne national ou du drapeau de l'État » ;
- article 190.3 — « Organisation ou participation à des actions collectives portant atteinte à l'ordre public ».

Il en résulte un élargissement reprenant sous le même concept des actes aussi différents que des assassinats et de la diffusion de littérature interdite en URSS, soit celui d'« infractions particulièrement graves contre la société ».

L'article 58В du Code criminel de la République socialiste fédérative soviétique de Russie dispose : 

« Les auteurs d'actes socialement dangereux commis dans un état de démence, soit qu'ils étaient déjà  malades avant de les commettre, soit qu'ils purgeaient une peine liée à une maladie mentale qui les empêchait de prendre conscience de leurs actes ou de les contrôler, peuvent se voir imposer par le tribunal des mesures médicales obligatoires auprès des institutions hospitalières suivantes : 
1. un hôpital psychiatrique général ;
2. un hôpital psychiatrique  spécial. »

Se référant aux considérations qui guident les fonctionnaires et hommes d'État soviétiques, Anatoly Prokopenko (professionnel, historien, archiviste, conseiller au Département de l'administration présidentielle de la fédération de Russie,) explique qu'il est possible d'isoler dans des établissements psychiatriques toute une série de personnes indésirables sans les faire comparaître devant un tribunal, sans attirer l'attention du monde entier et des médias. Dans ce cas, il est possible d'affirmer que l'Union soviétique professe une conception des plus libérales dans la mesure où, dans de tels cas, le délinquant est considéré davantage comme un patient, qui doit être traité comme tel plutôt que comme un criminel soumis à une sanction pénale.
Il existe une autre procédure : l'hospitalisation sans plainte pénale en vertu des règlements médicaux. En 1961, entrent en vigueur les « Instructions pour l'hospitalisation d'urgence des malades mentaux, représentant un danger public » approuvé par le Ministère de la Santé de l'URSS (à partir du 10 octobre 1961, sous le no 04-14/32). Elle légitime de facto l'emprisonnement extrajudiciaire et les abus contre la santé humaine par un pouvoir arbitraire. Les instructions données en 1971, sont, en principe, semblables aux précédentes.

## Extension du réseau des hôpitaux psychiatriques
La tendance dominante de la psychiatrie soviétique est d'augmenter le nombre de constructions d'hôpitaux psychiatriques. En 1935, 102 établissements existent en URSS disposant de 33 772 lits ; en 1955, 200 établissements disposant de 116 000 lits. Entre 1962 et 1974, le nombre de lits passe de 222 600 à 390 000 lits.

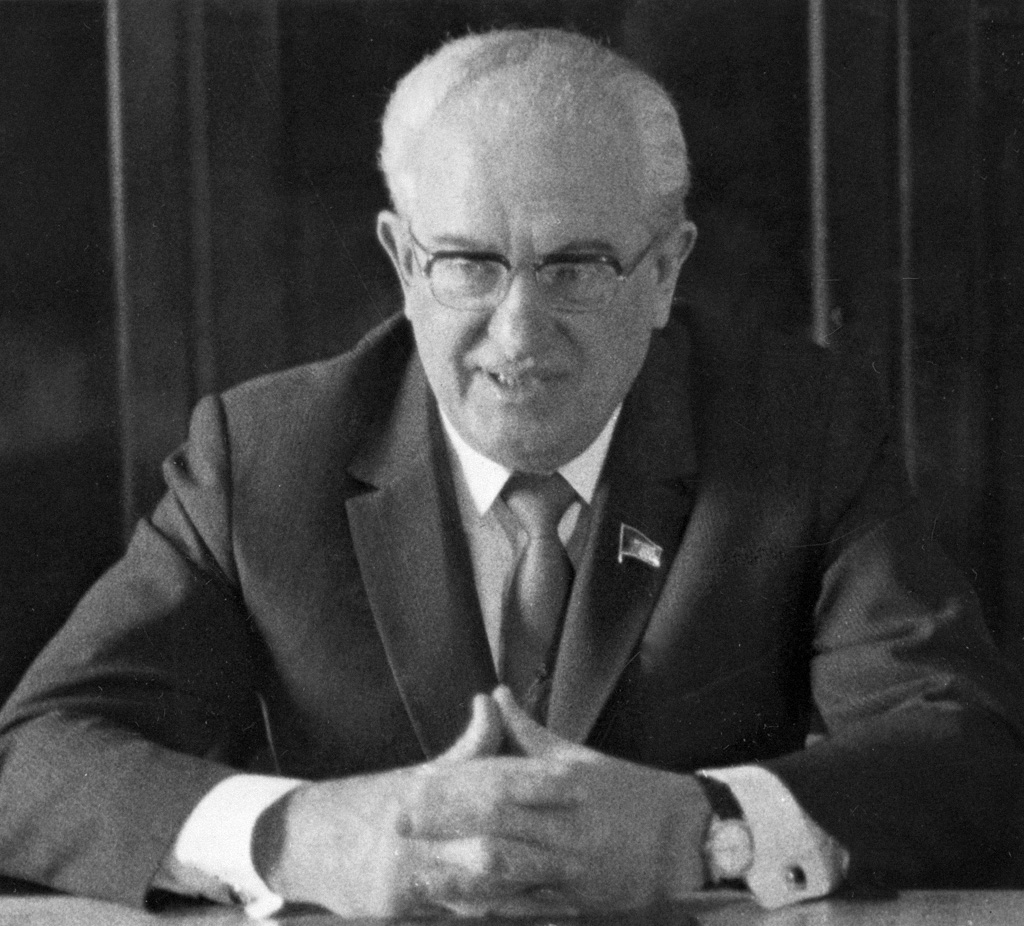
Iouri Andropov.

Le 29 avril 1969, Iouri Andropov adresse au Comité central du Parti communiste de l'Union soviétique un projet d'agrandissement du réseau des hôpitaux psychiatriques en perfectionnant leur utilisation aux fins de défendre les intérêts de l'État soviétique et de l'ordre social. En outre, des dispositions secrètes sont prises en conformité avec la ligne du Comité central du Parti communiste et du Conseil des ministres de l'URSS.
Les hôpitaux psychiatriques pénitentiaires sont créés dans les années 1930 à l'initiative d'Andreï Vychinski. À partir de 1960 des établissements permanents importants sont créés un peu partout dans les prisons. La dynamique de ces créations peut être résumée comme suit :
- 1961 — Hôpital psychiatrique de la prison de Sytchevskaïa (TПБ) (oblast de Smolensk) ;
- 1964 — Hôpital psychiatrique de la prison de Blagavetchensakaïa (TПБ) (oblast de l'Amour) ;
- 1965 — Hôpital psychiatrique de la prison de Tcherniakovskaïa (TПБ) (oblast de Kaliningrad) et de la prison de Kostroma (TПБ) (Oblast de Kostroma).

En même temps, un agrandissement de la surface de ces hôpitaux, dû à l'accroissement du nombre de leurs « patients », est réalisé. Ainsi, en 1956, à Kazan et à Leningrad, on constate le niveau le plus bas d'occupation des lits de ces hôpitaux, correspondant à 324 et 384 malades, mais, en 1970, ce chiffre fait plus que doubler : 752 malades à Kazan et 853 à Leningrad. Le nombre total des personnes traitées en URSS dans des établissements de type MVD (Ministère de l'Intérieur), en 1968, est de 2 465 et, à la fin de l'année 1979, il est multiplié par 2,5 et atteint 6 308,.
D'après l'historien L.A. Karoliovoy, au milieu des années 1980, il est établi qu'il existe 11 hôpitaux psychiatriques de type particulier, au nombre desquels on peut citer ceux de Dnipropetrovsk, Kazan, Leningrad, Minsk, Orlov, Sytchevska, Tcherniakhov, et ajouter deux « maisons de repos », à Kiev et Poltava.
Cependant, Jacques Rossi, dans son livre « Manuel du Goulag », rappelle qu'à la fin des années 1970 il existe déjà une centaine d'hôpitaux annexes à des prisons et que, de plus, il existe, outre des prisons proprement dites, des chambres à la disposition des services spéciaux de la sécurité ou de l'intérieur dans beaucoup d'hôpitaux du Ministère de la santé.
L'historien G. Tcherniavskiï écrit que les plus connues des prisons psychiatriques ou d'annexes psychiatriques de prisons sont les hôpitaux des Instituts dit de Serbie, Novoslabodskaia, et de la prison de Boutyrka, de celle de Matrosskaïa Tichina (toutes à Moscou ou près de Moscou), l'annexe de la prison de « Kresta » et l'hôpital Skvortsov-Stapanov à Leningrad, les hôpitaux et prisons de Dnipropetrovsk, Kazan, Kalinine, Tcherniakhovsk, Almaty, Tachkent, Velikié Louki, Zaporijjia, Tcheliabinsk, Chișinău, Minsk, Orla, Poltava, Kiev (Darnitsa), Riga et d'autres encore.
Les hôpitaux psychiatriques spéciaux sont des institutions fermées, dépendant du ministère de l'Intérieur de l'URSS, juridiquement pratiquement incontrôlés par la communauté médicale dans son ensemble. En fait, tout le système des hôpitaux psychiatriques est subordonné à la direction du 5e comité de contrôle du KGB et c'est pourquoi toutes les sanctions contre les détenus en vue de « guérir » ceux qui étaient dissidents sont prises au su de ce 5e comité.
Les malades sont plus chanceux lorsqu'ils se retrouvent dans un hôpital psychiatrique ordinaire. Certes, ils sont très nombreux et surpeuplés, les règles d'hygiène n'y sont pas respectées et le personnel se compose souvent d'ivrognes ou de sadiques, mais c'est du personnel civil ; en outre, les personnes internées sont généralement moins tenues au secret et cela leur permet d'écrire, de réceptionner des lettres et de recevoir aussi d'autres visiteurs que des parents.

## Diagnostics utilisés
L'analyse concrète des cas de répressions psychiatriques contre des non-conformistes ou dissidents démontre que c'est par des diagnostics « masqués », utilisés dans des buts répressifs, consistant le plus souvent à conclure par un « développement de personnalité paranoïaque » ou à une « schizophrénie lente », que se clôturent les dossiers,. Les autres diagnostics (en particulier la schizophrénie paranoïde dite aussi de type paranoïaque) sont utilisés dans des cas plus rares à l'égard de non-conformistes. Parfois le diagnostic n'établit pas de symptôme psychotique et, par la suite, la bonne santé psychique du dissident n'est tout simplement pas reconnue,. Le plus souvent, pour prouver que le dissident n'est pas sain d'esprit c'est le diagnostic de schizophrénie lente ou à évolution lente qui est utilisé,.
L'opinion répandue à propos des raisons de l'utilisation de ces diagnostics de schizophrénie est l'élargissement des critères d'évaluation développés par Andreï Snezhnevsky (en) et d'autres représentants de l'école de Moscou,,,,,.
Le psychiatre russe Nikolaï Pouchovsky considère cette conception de schizophrénie douce (dite aussi : lente, à développement imperceptible) comme mythique et explique que son développement par la psychiatrie soviétique correspond à un déficit de définitions juridiques de la schizophrénie, ce qui permet à l'État d'utiliser abondamment ce diagnostic à des fins politiques répressives(rp|259).
Semyon Gluzman (en), psychiatre ukrainien, défenseur des droits de l'homme, président de l'association des psychiatres d'Ukraine, remarque que, dans les années 1960, il y a une diversité d'écoles de psychiatrie et que leur orientation est modifiée par le « diktat » de l'école d'Andrei Snezhnevsky qui, petit à petit, devient absolu : tout autre diagnostic est réprouvé. Ce facteur entraîne des abus en grand nombre en psychiatrie, et le diagnostic de « schizophrénie lente » est utilisé aussi bien dans le domaine judiciaire que non-judiciaire, pour les cas de non-conformisme politique.

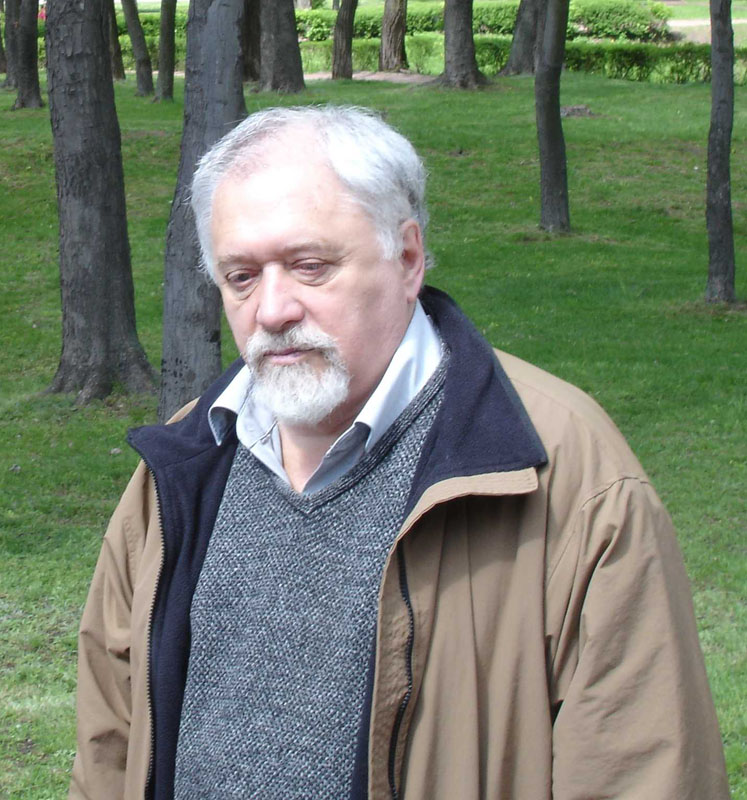
Semyon Gluzman.

D'après le médecin-psychiatre légiste ukrainien Korotenko, le caractère vague des critères dans ce domaine particulier de la nosologie, l'absence de norme de diagnostic et d'action en URSS permet de classer de simples manifestations individuelles de la personnalité comme des formes de schizophrénie et de reconnaître comme malades mentales des personnes en bonne santé(rp|18,46).
Le médecin-psychiatre pétersbourgeois Yuri Nuller (en) remarque que la conception de l'école d'Andreï Snezhnevsky conduit à l'extrême l'élargissement de la notion de schizophrénie et aux abus que l'on constate. Il ajoute que dans le cadre d'une telle conception de la schizophrénie, n'importe quel écart de la norme (aux yeux du médecin examinateur) peut être considéré comme de la schizophrénie, avec toutes les conséquences qui en découlent et créent de vastes possibilités d'abus volontaires ou involontaires en psychiatrie. Cependant, ni Andrei Snezhnevsky ni ses successeurs ne trouvent en eux la force morale de citoyens ou d'hommes de sciences pour modifier leurs conceptions qui mènent tout droit à l'impasse,
Le psychiatre américain Walter Reich fait remarquer qu'en raison de la spécificité de la vie des citoyens en Union soviétique et des stéréotypes sociaux qui en résultent, un comportement non-conformiste y semble très vite étrange. Le système de diagnostic de Snezhnevsky permet, dans certains cas, de classer ce non-conformisme comme de la schizophrénie. Selon Reich, très souvent, peut-être dans la plupart des cas, à l'exposé d'un tel diagnostic, non seulement les décideurs du KGB et autres organismes publics, mais les psychiatres eux-mêmes, croient vraiment que les dissidents sont malades.
Parmi les figures importantes qui dirigent l'utilisation de la psychiatrie à des fins de suppression de la liberté de pensée, il faut retenir, selon S. Bloch et Reddaway, en Union soviétique, Georgiï Morozov, Daniel Luntz et Andrei Snezhnevsky. Andrei Snezhnevsky en arrive, avec ses conceptions, à une nouvelle interprétation de la maladie qui permet de considérer le non-conformisme idéologique comme un symptôme de grave délabrement psychologique de la personne. Bloch et Reddaway rappellent que les partisans des autres tendances de la psychiatrie soviétique (principalement les représentants des écoles de Kiev et de Leningrad) luttent depuis longtemps contre les conceptions d'Andrei Snezhnevsky, liées au Surdiagnostic de schizophrénie ; durant les années 1950-1960, les représentants des écoles de Kiev et Léningrad refusent de reconnaître comme schizophrène des dissidents qui ont été classés à Moscou comme « schizophrène à évolution lente ».
L'historien français de la psychiatrie, Jean Garrabé, observe que les critères de la schizophrénie adoptés en Occident ne correspondent pas à ceux utilisés en URSS : les patients diagnostiqués par des représentants de la « schizophrénie lente » de l'école de Moscou de psychiatrie ne sont pas considérés comme schizophrène par les psychiatres des pays occidentaux, sur la base des critères de diagnostic adoptés et officiellement inscrits dans la Classification internationale des maladies.

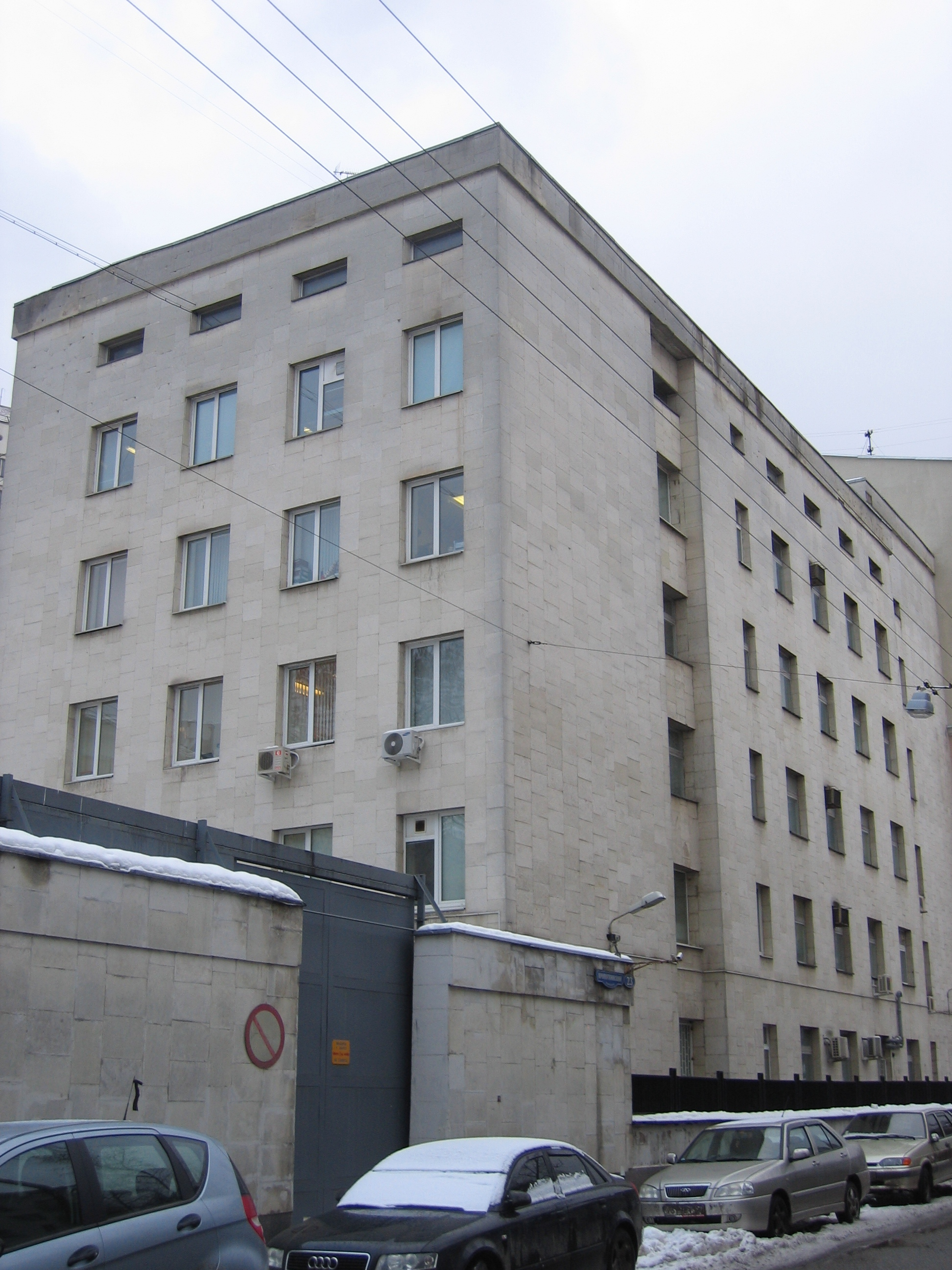
Institut Serbski à Moscou.

Ce diagnostic est utilisé dans des situations où les accusés nient leur culpabilité, quand ils ne collaborent pas avec les enquêteurs ou lorsqu'il est délicat d'évoquer les mouvements des droits de l'homme au sein d'une prison avec un détenu,,.
Boukovski et Gluzman citent le professeur Timofeev qui écrit que la dissidence peut être due à une maladie du cerveau, lorsque le processus de la maladie se développe très lentement, doucement, et que ses autres symptômes restent invisibles pendant un certain temps, parfois jusqu'à celui où le malade commet un acte criminel.
Suivants les règles soviétiques : « tous les malades schizophrènes doivent être enregistrés dans un hôpital psychiatrique ».
Pour les professeurs soviétiques du Serbsky Center (en) de Moscou, dans la majorité des cas, les idées de « lutte pour la vérité et la justice » chez les dissidents sont formulées par des personnalités de complexion paranoïdes, atteintes de délire paranoïde.
Pour eux : « le trait caractéristique des idées surévaluées, c'est la conviction d'être dans son bon droit, l'obsession de défendre des droits « bafoués », l'importance que revêtent les états d'âme pour la personnalité du malade. Ils utilisent les audiences judiciaires comme une tribune pour leurs discours et leurs appels. Suivant cette définition, à peu près tous les dissidents sont des fous ».

## Victimes de l'utilisation de la psychiatrie à des fins politiques

### Victimes individuelles
Dans le contexte du mouvement des droits de l'homme en URSS, il faut signaler que les dissidents soviétiques ne lancent jamais d'organisation de masse comme cela se passe en Pologne (avec le Printemps de Prague, en 1968). Il faut donc, pour expliquer la chute du régime politique soviétique, faire appel à d'autres causes que la seule action des dissidents (guerre en Afghanistan, course aux armements, catastrophe économique issue de la planification). Ils ne réussissent pas à organiser de manifestations publiques de masse.
Une des plus célèbres est celle du 25 août 1968 sur la place Rouge, à Moscou, afin de protester contre l'entrée des troupes soviétiques en Tchécoslovaquie, à la suite du mouvement de libéralisation qui s'y est développé, sous le nom de Printemps de Prague. Sept personnes y prennent part (parmi elles : Natalia Gorbanevskaïa, Victor Fainberg, Pavel Litvinov et Vadim Delaunay). Quelques minutes plus tard, ils sont arrêtés par le KGB. Gorbanevskaïa et Fainberg sont internés à l'asile psychiatrique,, respectivement, deux et cinq ans. Ils ne sont libérés qu'après de longues campagnes organisées en occident pour obtenir leur libération.
Le KGB est placé devant une situation complexe du fait que Fainberg a perdu toutes ses dents de devant durant les interrogatoires qui ont suivi son arrestation. Il ne semble donc pas souhaitable qu'il se présente devant ses juges en personne. La solution trouvée consiste en l'envoi du prévenu dans un hôpital psychiatrique. Cela permet au juge, suivant le code de procédure pénale, de prendre son arrêt en l'absence du prévenu et sans droit d'appel devant une juridiction supérieure.

#### Liste de personnalités victimes de la psychiatrie punitive en URSS

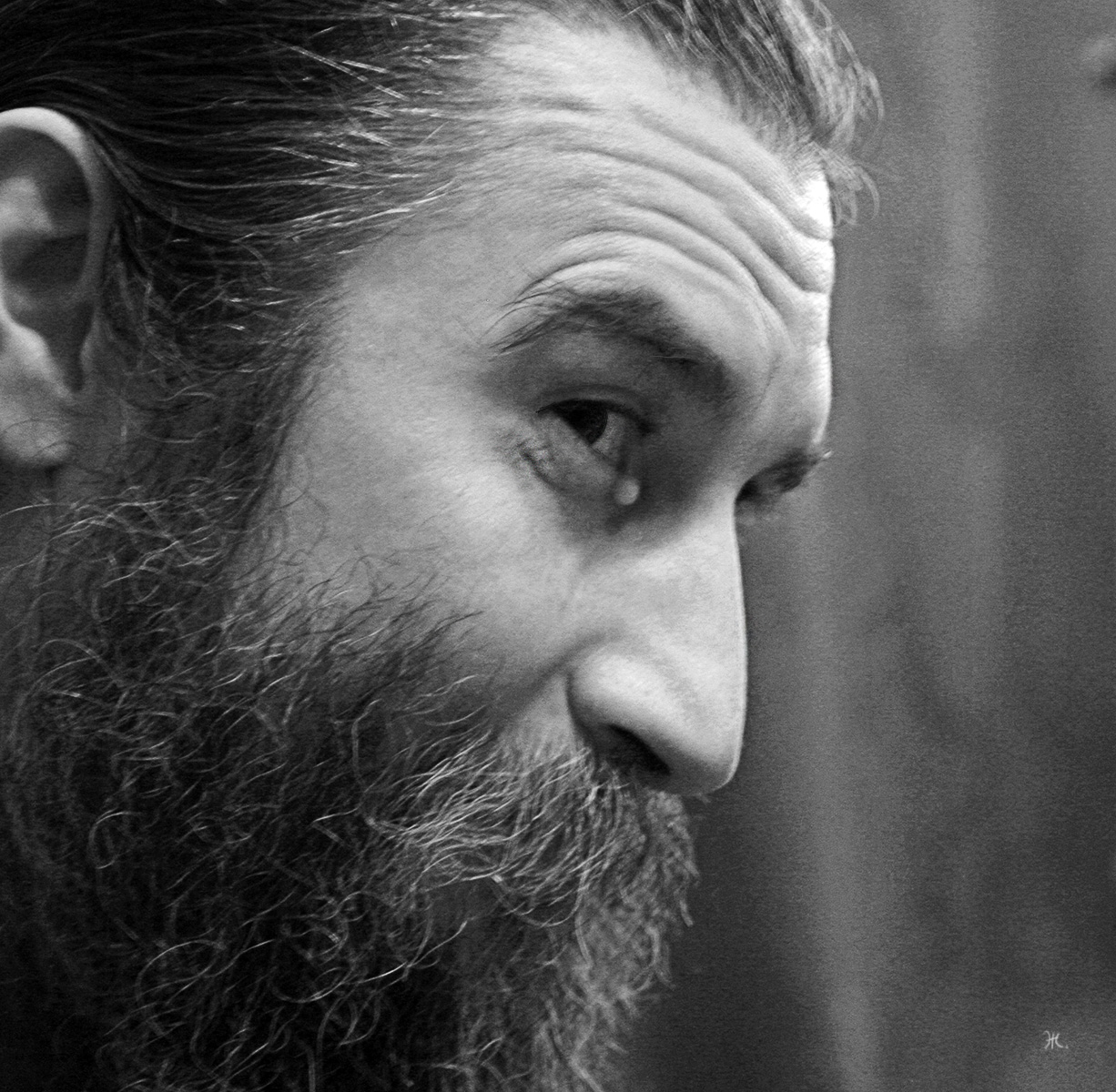
Alexandre Tarassov.

- Vladimir Boukovski
- Joseph Brodsky
- Mikhaïl Chemiakine
- Aleksandr Sergueïevitch Essenine-Volpine (ru)
- Victor Fainberg
- Iouri Galanskov
- Natalia Gorbanevskaïa
- Piotr Grigorenko
- Porfiri Korneïevitch Ivanov (ru)
- Anatoli Ivanovitch Koriaguine (ru)
- Egor Letov
- Pavel Litvinov
- Jaurès Medvedev
- Viktor Aleksandrovitch Nekipelov (ru)
- Valéria Novodvorskaïa
- Léonid Pliouchtch
- Eliyahu Rips
- Vassyl Stous
- Alexandre Tarassov
- Valery Tarsis
- Alexandre Skobov

#### Examens cliniques psychiatriques

##### Victor Fainberg
L'examen de Victor Fainberg philologue dissident, est mené par une Commission de l'Institut Serbski, dirigée par Georges Morozov, Danil Lounts et L. Landau. Cet institut relève, à cette époque, d'une catégorie distincte, avec une section spéciale de diagnostic. Le dossier de Feinberg porte le numéro 35/s, en date du 10 octobre 1968. Ses examinateurs ont manifestement délibérément choisi ne pas mentionner la manifestation du 25 août 1968 sur la Place Rouge à Moscou, organisée par les 7 dissidents contre l'invasion de la Tchécoslovaquie. Or c'est la raison pour laquelle il se trouve en examen psychiatrique. Le dossier parle seulement de « violation de l'ordre public sur la Place Rouge ». Son état mental, à la suite de l'examen, est décrit comme suit : « Il exprime avec beaucoup d'enthousiasme des idées réformistes par rapport à l'enseignement classique du marxisme. Il fait preuve d'une surestime de soi et d'une certitude de son innocence. En même temps, dans ses déclarations au sujet de la famille, de ses parents, de son fils, il révèle un affect affaibli, émoussé. Au sein de l'institut il fait montre de négligence, d'indifférence envers lui-même et les autres. Il s'occupe de gymnastique, […], de lecture, et d'étude de la littérature en anglais… Il ne dispose certainement pas d'une vision suffisante et critique de son état et de la situation dans laquelle il se trouve ».
En conséquence, Feinberg est considéré comme irresponsable et est envoyé à l'hôpital psychiatrique spécialisé de Saint-Pétersbourg, à surveillance intensive (hôpital psychiatrique spécial de Leningrad), où il reste 4 ans : de janvier 1969 jusqu'à février 1973, et est libéré avec l'aide de la psychiatre Marina Voikhanskaya,. Il mène, avec Vladimir Borisov, une grève de la faim, de mars à juin 1971, pour protester contre le placement des dissidents dans des hôpitaux psychiatriques et de surcroît dans des conditions insupportables. À la suite de l'échec de leur demande et au non-respect des promesses de l'administration d'améliorer les conditions de détention des prisonniers, Borisov et Feinberg font une nouvelle grève de la faim, de décembre 1971 à février 1972.

##### Natalia Gorbanevskaïa
Natalia Gorbanevskaïa, poétesse russe, est soumise à plusieurs reprises à des examens psychiatriques pour des raisons politiques et est maintenue de force, à deux reprises, dans des hôpitaux psychiatriques. Elle est accusée d'avoir participé à la manifestation sur la Place Rouge contre l'invasion soviétique de la Tchécoslovaquie et d'avoir écrit et distribué des textes sur cette manifestation, en participant notamment à la publication de « Chronique des événements actuels ». Selon les conclusions du professeur Danil Lounts, « il ne faut pas exclure la possibilité d'une schizophrénie à progression lente […] elle doit être considérée comme irresponsable et subir un traitement obligatoire dans un hôpital psychiatrique de type spécial ». Un diagnostic définitif de schizophrénie larvée est établi en 1970 à son sujet.
Comme la plupart des dissidents, elle souffre du même mal qui, « sans symptômes clairs », se traduit par « des altérations anormales des émotions, de la volition et des schémas de pensée ».
En étudiant, par exemple, le protocole de l'examen effectué le 6 avril 1970 sur la personne de Natalya Gorbanevskaya, le psychiatre français Jean Garrabé conclut à la faible pertinence de ces examens médico-légaux de dissidents. Aucune description clinique des modifications de la pensée, des émotions, des facultés critiques du sujet, qui sont des critères caractéristiques de la schizophrénie, n'est donnée. Aucun examen qui établit des liens entre l'action et la maladie mentale. Jean Garrabé constate encore une description clinique de symptômes dépressifs qui ne nécessitent pas une hospitalisation psychiatrique.

##### Eliyahu Rips
Eliyahu Rips, mathématicien letton et israélien, commet une tentative d'auto-immolation pour protester contre le Printemps de Prague et est inculpé, en vertu de l'article 65 du Code criminel de la République socialiste soviétique de Lettonie, correspondant à l'article 70 du Code pénal de la République socialiste fédérative soviétique de Russie : agitation anti-soviétique et propagande. Il est envoyé en traitement psychiatrique obligatoire dans un institut spécialisé pour y connaître le même diagnostic que les autres dissidents.

##### Vladimir Boukovski
C'est grâce aux efforts de Vladimir Boukovski lui-même qu'il est possible de savoir ce qui se produisit en 1967 au Politburo, au lendemain de son arrestation. Les auteurs du rapport à son sujet se rendent compte des réactions que susciteraient une accusation de crime à son encontre de la part des autorités soviétiques. Les auteurs concluent donc qu'il est préférable de l'interner dans un asile psychiatrique. Boukovski est expulsé d'URSS et vivant en Grande-Bretagne depuis 15 ans, ce n'est en 1991 qu'il réussit à prendre des copies de son dossier : il avait été nommé par la Cour constitutionnelle lors du procès qu'a initié Boris Eltsine pour interdire ce parti après l'implosion de l'URSS. Il réussit à scanner son dossier avec un ordinateur portable (matériel encore peu connu en Russie à cette époque) et quitte sans ennui la Russie avec ses copies.

##### Léonid Pliouchtch
Léonid Pliouchtch, mathématicien ukrainien, est accusé en 1972, en vertu de l'article 62 du Code pénal de la RSS d'Ukraine, d'agitation anti-soviétique et de propagande. Trois fois de suite, il est soumis à des examens psychiatriques. Après le premier examen (qui se tient à Kiev, au centre de détention provisoire du KGB), il est trouvé en bonne santé mentale. Par contre, les deuxième et troisième examens ont lieu à l'institut Serbsky, à Moscou. Les experts qui mènent ces derniers examens arrivent à la conclusion que Léonid Pliouchtch est atteint de "maladie mentale" sous la forme de schizophrénie. Après être resté quatre ans dans un établissement psychiatrique, il est libéré, expulsé d'URSS vers l'étranger. Trois avocats Français, François Morette, Jean-Michel Pérard et Jean-Marc Varaut s'étaient présentés en septembre 1975 à la Loubianka (fait sans précédent) pour demander à entrer en contact avec Leonide Plioutch, invoquant la Déclaration universelle des droits de l'homme et les accords d'Helsinki. Jean-Marc Varaut publia à son retour dans Le Figaro un article qui fut traduit dans le monde entier : « Jours noirs et nuits blanches à Moscou ».
Il est placé à l'hôpital psychiatrique de Dnipropetrovsk (SPB). Du fait des doses importantes d'halopéridol (médicament antipsychotique typique) auquel il est soumis il ressent des troubles du mouvement extrêmement douloureux. Par la suite, il est soumis à des conditions sévères dans un hôpital spécial (coups, abus d'injections…). Des organisations internationales de militants russes des droits de l'homme (Andreï Sakharov, Tatiana Khodorovitch, Sergueï Kovalev) luttent longtemps pour sa libération. Après être resté quatre ans dans un établissement psychiatrique, il est libéré, expulsé d'URSS et envoyé à l'étranger passage=49—50, 65—67.

##### Joseph Brodsky

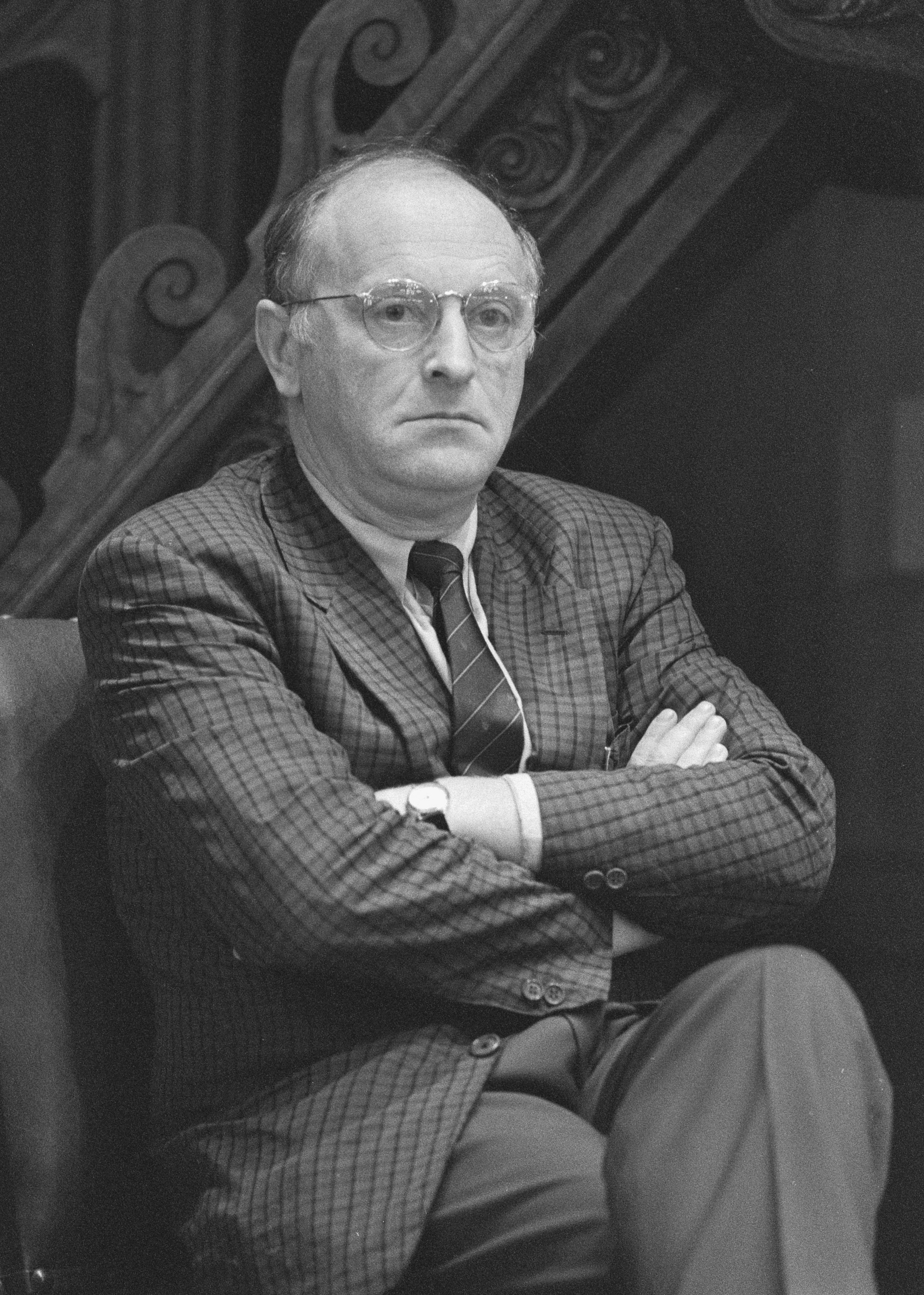
Joseph Brodsky, prix Nobel de littérature en 1987.

Joseph Brodsky, en février - mars 1964, après son arrestation pour examen psychiatrique obligatoire (en russe "Priajka", lit.= bouclé) à l'hôpital psychiatrique no 2 de Saint-Nicolas, à Leningrad, dit : « C'était le pire moment de ma vie ». Il se souvient, à l'hôpital psychiatrique, du traitement "supplice" dit de l'« outroutka » (de l'« enroulement ») : « Au milieu de la nuit on vous réveille et vous êtes plongé dans un bain de glace, enveloppé de draps humides de la tête au pied, si serrés que vous avez peine à respirer. Puis on vous sort et vous place à côté du radiateur. La chaleur sèche de celui-ci fait se ratatiner les draps sur votre corps provoquant une sensation pire que l'étouffement ».
Le poète Brodsky est le "dissident classique" de Leningrad. Il rejette la propagande soviétique dès son plus jeune âge, quitte l'école à 15 ans et se met à la poésie. À 21 ans, il est connu dans le monde de la poésie de Leningrad et protégé par la poétesse Akhmatova. Ses activités attirent la police secrète vers lui et il est accusé de « parasitisme militant ». Le juge qui le condamne décrète qu'il n'est pas poète. Il est condamné à 5 ans de travaux forcés dans un camp d'Arkhangelsk. Il est expulsé d'URSS en 1972 et, en 1987, il obtient le prix Nobel de littérature.

##### Alexander Esenin-Volpin
Alexander Esenin-Volpin (en), poète et mathématicien est le fils du poète Sergueï Essénine qui se suicide alors qu'Alexander a un an et demi. Il est hospitalisé cinq fois pour raisons politiques sur une période de 19 ans, dans les années 1950 et 1960, pour « écrits de poésie de caractère antisoviétique », « obtention d'un visa à la suite d'une invitation aux États-Unis pour une conférence », etc. Il témoigne, par la suite, devant la commission des droits de l'homme aux sénat américain, des traitements subi. En 1975, le psychiatre Sidney Bloch mène sur lui des examens à titre privé et ne trouve aucun signe de maladie mentale, ni au moment où il est libéré, ni de traces d'antécédents de même nature.

##### Nikolaï Samsonov
Nikolaï Samsonov, géophysicien, est arrêté en 1956, après avoir écrit « Penser à haute voix », un tract dans lequel il pose des questions sur la création d'une élite de bureaucrates et la défiguration des principes du léninisme. Jusqu'en septembre 1964 il est interné dans l'annexe psychiatrique de la prison de Leningrad. D'après la revue « Chronique du temps présent » (en russe :« Хроники текущих событий »), les psychiatres de l'hôpital le considèrent guéri mais lui conseillent d'avouer que son tract est le fruit d'une imagination malade, cet aveu constituerait la « preuve de sa guérison ». Ce n'est qu'en 1964, après le début de son traitement à la chlorpromazine, lorsque sa santé se dégrade que Samsonov signe des aveux suivant lesquels il était malade mental quand il a écrit ce tract.

##### Victor Rafalskiï
Victor Rafalskiï, auteur de romans non-publiés, de pièces et de courts récits, est accusé de participer à une organisation marxiste secrète, d'être l'auteur de textes anti-soviétiques et de détenir de la littérature anti-soviétique.
Frappé du diagnostic « schizophrénie », il passe 26 ans en hôpital psychiatrique, dont 20 en établissement spécialisé. Il connaît les hôpitaux de Kiev, Kharkiv, Lvov, Moscou, Vilnius et les hôpitaux spécialisés de Leningrad, Dnipropetrovsk, Sytchiovka, Kazan.
En 1987, il est réhabilité et considéré comme ayant recouvré une bonne santé. Plus tard, ses mémoires sont publiés sous le titre « Reportage de nulle part », description de son séjour dans les asiles psychiatriques soviétiques.

##### Viktor Nekipelov
Viktor Nekipelov (en) est condamné en vertu de l'article 190-1 du code pénal de la République soviétique socialiste fédérale (version 1960) pour « diffusion de fausses idées diffamant le régime de gouvernement soviétique », envoyé pour examen à l'institut Serbski où il est incarcéré. Le collège d'expert conclut : « Superficiel, tempérament et humeur portés vers l'excès, arrogance… tendance à la recherche de la vérité, au réformisme, mais aussi réactions d'opposition. Diagnostic : schizophrénie larvée ou psychopathie ». Finalement l'institut Serbski le considère comme sain d'esprit et il termine son terme dans un camp de travail. À propos de cet institut Serbski, il écrit un livre documentaire à succès : « Institut des imbéciles » (en russe = Dourak).
Nekipelov est examiné dans cet institut par Danil Lounts, un des psychiatres chargés d'évaluer les criminels politiques. Il explique que Lounts dispose d'un statut élevé, portant un uniforme à deux étoiles, celles de général au sein du ministère de l'Intérieur (MVD). À l'institut, Nekipelov est témoin d'un traitement particulier qu'il décrit dans son livre : la « ponction lombaire » qui consiste à enfoncer une aiguille dans la colonne vertébrale du patient. Après le traitement les patients sont allongés sur le côté, où ils restent, le dos barbouillé de teinture d'iode, des jours durant.

##### Michaïl Naritsa
L'écrivain Michaïl Naritsa est arrêté en 1961 sous l'inculpation d'« agitation anti-soviétique et propagande » (article 70 du Code pénal), mais reconnu irresponsable de ses actes,. Dans son rapport médical, lors de son incarcération, il est précisé : «Il possède un système personnel d'appréciation des réalisations de l'État soviétique guidé par des idées de liberté. Il apprécie ces réalisations de manière erronée et maladive, tirant ses conclusions fausses de généralisations faites à partir de défauts isolés. Il souffre de maladie psychique sous forme d'un développement paranoïde de la personnalité. Il ne parvient pas à se rendre compte de la portée de ses actes, ni de les diriger ». Il est alors interné dans un institut spécialisé de Leningrad et il n'est libéré qu'en 1964. En 1975, il est à nouveau arrêté et subit de nouvelles expertises psychiatriques. Mais cette fois il est considéré comme responsable de ses actes,.

##### Michaïl Koukobaka
Le dissident d'origine biélorusse Koukobaka subit une hospitalisation psychiatrique forcée après avoir écrit, en 1969, une lettre ouverte à l'écrivain anglais Ivor Montagu qui veut publier un article dans la revue Komsomolskaïa Pravda. À la suite de cette hospitalisation il doit passer six années en centre psychiatrique fermé de type carcéral. Koukobaka subit trois expertises judiciaires psychiatriques. À l'institut psychiatrique Serbski de Moscou quelques affaires criminelles sont ajoutées à son dossier. On l'accuse en ces termes : « refus de participer aux élections, aux jours de fêtes du Parti communiste de l'Union soviétique, de distribuer des textes de la Déclaration universelle des droits de l'homme dans les locaux de la maison des étudiants de la ville de Babrouïsk ». Entre autres, dans son dossier d'admission dans un établissement neuropsychologique, en 1976, il est indiqué : « selon le règlement du service national de sécurité [...] il a diffusé de la littérature antisoviétique, il souffre de manie de reconstruction des structures de la société, il est socialement dangereux ». Il resta, en tout, 17 ans dans ces institutions psychiatriques de type carcéral.

##### Olga Yofé
Olga Yofé est accusée, en vertu de l'article 70 du code pénal, de participation à la préparation de tracts anti-soviétiques, de détention et distribution de documents de même nature, confisqués chez elle lors d'une perquisition. L'expertise préalable, menée à l'institut Serbski (professeur Morosov, le médecin-docteur Danil Lounts, président de l'institut et les médecins Félinskaia et Marnynenko), conclut à une absence de responsabilité et à un diagnostic de « schizophrénie larvée de forme simple »,.

##### Piotr Grigorenko
Piotr Grigorenko, est un dissident qui avait fait carrière dans l'Armée rouge mais avait toujours pris la défense des droits de l'homme. En 1934 il suivit les cours de l'Académie militaire de génie à Moscou. En 1938, à la veille de la guerre il était major. En 1944 il fut blessé au front et en 1945 il fut nommé colonel. En 1959 il accéda au grade de général-major.
Il critique la politique du parti communiste et du gouvernement, il appelle à une restauration des principes et normes de Lénine et soutient ouvertement les dissidents à l'époque des procès à leur encontre. Ses premiers contacts, pour examens psychiatriques, datent de 1964. Il est appelé plusieurs fois à l'institut psychiatrique Serbski de Moscou qui établit un diagnostic de « développement paranoïde ».
Il passe quelques années dans divers instituts psychiatriques. Prennent part aux examens de Grigorenko les psychiatres Snezhnevsky, Andrey (en), Danil Lounts, V. Morosov et d'autres encore. Son état, selon eux, se « caractérise par la présence d'idées réformatrices, en particulier concernant la réorganisation de l'appareil d'État. Cela va de pair avec une surestimation de sa propre personnalité qui atteint des proportions messianiques ».
Dans le même ordre d'idées, un rapport adressé au Comité central, un commandant local du KGB se plaint d'avoir sur les bras un groupe de citoyens souffrant d'une « maladie mentale » très particulière : « ils essaient de fonder de nouveaux partis, des organisations et des conseils ; ils élaborent et distribuent des projets de lois et des programmes ».

##### Jaurès Medvedev
Jaurès Medvedev est le biologiste qui révèle, en 1980, l'une des plus graves catastrophes nucléaires jamais connues, la catastrophe nucléaire de Kychtym, près de Tcheliabinsk, qui eut lieu en septembre 1957.
C'est bien avant cette révélation que son courage et sa défense des droits de l'homme lui vaut d'être la cible des autorités soviétiques par le biais des instituts psychiatriques. Lorsqu'il veut se rendre à des Congrès scientifiques à l'étranger, il en est empêché sous des prétextes les plus divers et fallacieux.
Jaurès Medvedev remet en cause les thèses biologiques en vogue en URSS, sous la présidence de Brejnev, et, auparavant, notamment le lyssenkisme accusé d'avoir contribué à voiler la réalité scientifique au profit du soutien de l'idéologie stalinienne. Pour étouffer la portée de sa contestation, le régime en place sous Brejnev décide son internement dans un hôpital psychiatrique, après l'avoir accusé de démence.
Le 29 mai 1970, Medvedev est placé à l'hôpital psychiatrique de Kalouga, officiellement pour avoir écrit des articles sur les violations des droits de l'homme en URSS, parmi lesquels ceux relatifs à la protection du caractère privé de la correspondance.
Dans ses articles Medvedev affirme que les collaborateurs du KGB peuvent ouvrir n'importe quelle lettre de n'importe quel citoyen d'URSS. À la suite de cette publication, le médecin-directeur du service de l'annexe psychiatrique de l'hôpital de Kalouga se présente de nuit au domicile de Jaurès Medvedev, accompagné d'un membre du dispensaire Kiriochine et d'une patrouille de police, sous la direction du major N.F. Nemov. Sans présenter aucun document, ils ne projettent pas de l'enfermer en prison mais exigent qu'il les accompagne au centre d'expertise de Kalouga,. Medvedev répond qu'il n'ira pas de son plein gré, mais que, par contre, il ne montrera pas non plus de résistance. Les collègues de Medvedev, arrivés sur les lieux, commencent à exprimer leur indignation. Le major Nemov leur répond : « Nous sommes les organes du pouvoir et vous pouvez vous plaindre où cela vous conviendra ». Sous les yeux de ses collègues, Medvedev est emmené de force, le bras tordu dans le dos. La police l'installe sur la plateforme de l'autobus et le conduit à Kaluga,.
La commission d'expertise constituée sous la présidence de V.V. Shostakovitch (de l'institut Serbski), composée de quelques médecins-psychiatres de la clinique de Kalouga, «ne trouve pas chez Medvedev de déviation mentale établie par rapport aux normes, mais qu'il fait cependant preuve d'une nervosité plus élevée qui nécessite dès lors quelques examens complémentaires dans un hôpital ». De nombreux scientifiques soviétiques, des écrivains et d'autres représentants de l'intelligentsia s'expriment pour prendre sa défense. Parmi eux : Piotr Kapitsa, Andreï Sakharov, Boris Astaurov, Igor Tamm, Alexandre Trifonovitch Tvardovski. Ils adressent une lettre de protestation auprès de diverses instances et s'adressent aux savants et artistes du monde entier. Le 17 juin 1970, Jaurès Medvedev est libéré de l'hôpital psychiatrique.
Son frère jumeau Roy Medvedev, prend une part très active à la campagne qui permet sa libération après un seul mois de clinique, mois qui suffit à Jaurès Medvedev pour comprendre le système de psychiatrie punitive. Il publie, en samizdat avec son frère, sous le titre Qui est fou ? un livre qui paraît en français et en anglais, sous le titre Un cas de folie (Juliard 1971).

### Répression de masse
Il existe beaucoup de documentation sur les cas d'hospitalisation des détenus politiques. Le plus souvent étaient soumis à ce genre de répression les activistes défenseurs des droits de l'homme, les représentants de mouvements nationaux minoritaires, de citoyens souhaitant émigrer hors d'URSS, de religieux hétérodoxes (baptistes par exemple). Le plus souvent, les prisonniers d'opinion se retrouvaient en institution psychiatrique dans des cas tels que le refus du service militaire pour des raisons religieuses, la sortie illégale des frontières, la falsification de certificats en matière pénale, etc.
Après avoir analysé des centaines de cas d'abus psychiatriques en URSS pour des raisons politiques, le politologue P. Reddaway et le psychiatre S. Bloch, remarquent qu'une part significative, environ 10 % de ceux qui y ont été soumis étaient des représentants de minorités nationales. À raison, ils protestaient contre les atteintes à leurs droits en matière de langue, de culture et d'enseignement. Il s'agissait d'Ukrainiens, Géorgiens, Lettons, Estoniens, Tatars de Crimée et bien d'autres nationaux qui exigeaient la reconnaissance de leur territoire national, de leur autonomie au sein d'une république associée conformément à la constitution de l'URSS.
Dans 20 % des cas, toujours selon Bloch et Reddaway, la répression était liée à des exigences d'émigration hors d'URSS. Dans beaucoup de cas, de telles exigences étaient liées à une appartenance nationale : les Allemands de la Volga souhaitant retourner en République fédérale d'Allemagne ; les Juifs souhaitant émigrer vers Israël ; dans d'autres cas les émigrants potentiels voulaient aller vers ce qu'ils considéraient comme une meilleure vie à leur estime.
Environ 15 %, selon Bloch et Reddaway, étaient des représentants de diverses confessions souhaitant pratiquer leur religion librement, vivre dans un régime de séparation des pouvoirs de l'état et de la religion. Bien que la législation soviétique garantissait formellement la liberté de conscience, il existait des mesures restrictives contre les croyants qui essayaient de diffuser leurs croyances (catholiques, orthodoxes, baptistes, pentecôtistes, bouddhistes et d'autres encore). Ils faisaient l'objet d'enquêtes ou de poursuites judiciaires.
En plus des cas qui recevaient une large diffusion lorsque des dissidents étaient maintenus dans des hôpitaux psychiatriques, il existait aussi des « conflits locaux » entre des citoyens et les représentants du pouvoir qui se terminaient par des hospitalisations non volontaires, bien qu'il n'existât pas de symptômes cliniques. Cette sorte de répression était encore appliquée contre ceux qui se plaignaient auprès de la bureaucratie et dans des cas d'abus des pouvoirs locaux auprès du Comité central du PC, du Soviet suprême, du Conseil des ministres.
Andreï Sakharov écrivait que, dans diverses institutions centrales telles que le Parquet général de l'URSS, le Soviet suprême, il existait un système pour envoyer dans des hôpitaux psychiatriques les visiteurs trop insistants. Parmi ces visiteurs on trouvait des personnes qui espéraient en vain la justice lors de conflits avec leurs employeurs, ou des victimes de licenciement abusifs, etc. Dans les documents du Groupe Helsinki de Moscou (1976), se trouve ce constat en no 8 : « Environ 12 personnes par jour, pour ne compter que celles qui se sont trouvées à l'entrée du Soviet suprême, sont dirigées par la police vers la permanence psychiatrique ; en outre un nombre indéterminé de personnes se trouvant à d'autres endroits, ou tout simplement dans la rue, subissaient le même sort. Parmi celles-ci, la moitié environ est hospitalisée ».
S. Gluzman signale qu'il faut tenir compte du fait qu'il existait un nombre relativement important de personnes qui furent soumises à de la répression psychiatrique quand on le compare à ceux qui ont été victimes dans le cadre de procédures judiciaires. Parmi celles-ci, il faut citer celles qui ont été victimes d'hospitalisations non-acceptées dans des hôpitaux psychiatriques pour un terme relativement court : un ou deux jours, sur ordre d'un organe du parti ou du gouvernement.
Deux fois par an, des gens étaient envoyés dans des hôpitaux psychiatriques et internés sans leur propre consentement, sur ordre, non pas de médecins, mais de fonctionnaires. Deux semaines avant les grandes vacances soviétiques, le 7 novembre et le 1er mai, les bureaux régionaux ou urbains du Comité du parti communiste envoyaient l'ordre aux médecins-chefs des instituts psychiatriques d'interner pour les vacances des gens au comportement imprévisible (parmi lesquelles les dissidents ou les croyants), pour être certains que l'ordre public soit assuré pour les fêtes.
Les droits des patients étaient également violés dans le cas d'hospitalisations prophylactiques de personnes inscrites préventivement avant de grands événements internationaux tels que les Jeux de la jeunesse ou les Jeux olympiques. Dans son rapport, adressé en 1980 au Comité central du Parti communiste, le président du KGB Iouri Andropov demande : « […] dans le but de prévenir la possibilité de provocations et d'actions anti-sociales de la part de personnes psychiquement malades, qui seraient accompagnées d'intentions agressives, des mesures doivent être prises de concert entre les pouvoirs de polices et les services de santé publique, dans le but d'isoler préventivement de telles personnes au moment des olympiades de 1980. ».
Les Jeux olympiques d'été de 1980 sont le motif d'une vague d'arrestation qui commence en 1979 et dont le but est, surtout, l'élimination définitive des mouvements de dissidents. Certains de ceux-ci sont envoyés dans des camps pour un terme déterminé, tandis que d'autres sont enfermés dans des hôpitaux psychiatriques. Les villes où doivent se dérouler les olympiades doivent, comme le remarque R. Voren, « être nettoyées de toute personne qui peut entamer la beauté encore fragile de l'harmonieuse société socialiste » : les patients aliénés, les alcooliques, les gens se comportant de manière asociale, les dissidents sont envoyés en institution psychiatrique.
Un des premiers livres dénonçant les abus en matière psychiatrique en URSS est « Mise à mort par la folie », édité à Francfort-sur-le-Main en 1971.

## Application pratique

### Hospitalisation et reconnaissance d'irresponsabilité
Les dissidents politiques étaient souvent inculpés sur base de l'article 70 du Code pénal (agitation antisoviétique et propagande) et 190-1 du même code (diffusion de fausses informations injurieuses pour l'État soviétique et son système social). Les psychiatres judiciaires étaient appelés afin d'examiner les dissidents pour lesquels aucune norme correspondant à leur état n'était trouvée. L'expertise de psychiatrie judiciaire était demandée par l'organe qui diligentait l'enquête et par le tribunal ; lorsque le dissident était reconnu irresponsable et malade mental il était envoyé, par décision du juge, dans un hôpital psychiatrique sans qu'un terme précis soit fixé à son internement, jusqu'à complet "rétablissement" de sa maladie.
Cependant, il arrivait souvent que les dissidents, poursuivis en application d'articles du code pénal relatifs à la religion ou à la politique, puis soumis à un examen légal psychiatrique, fussent envoyés dans un hôpital spécialisé de type MVD (ministère de l'Intérieur) sans autre procédure ni jugement ; simplement sur base des seules conclusions d'un premier expert. La formulation des articles du code pénal ne permettait pas toujours en effet, de procéder en justice pour des propos simplement considérés comme indésirables.

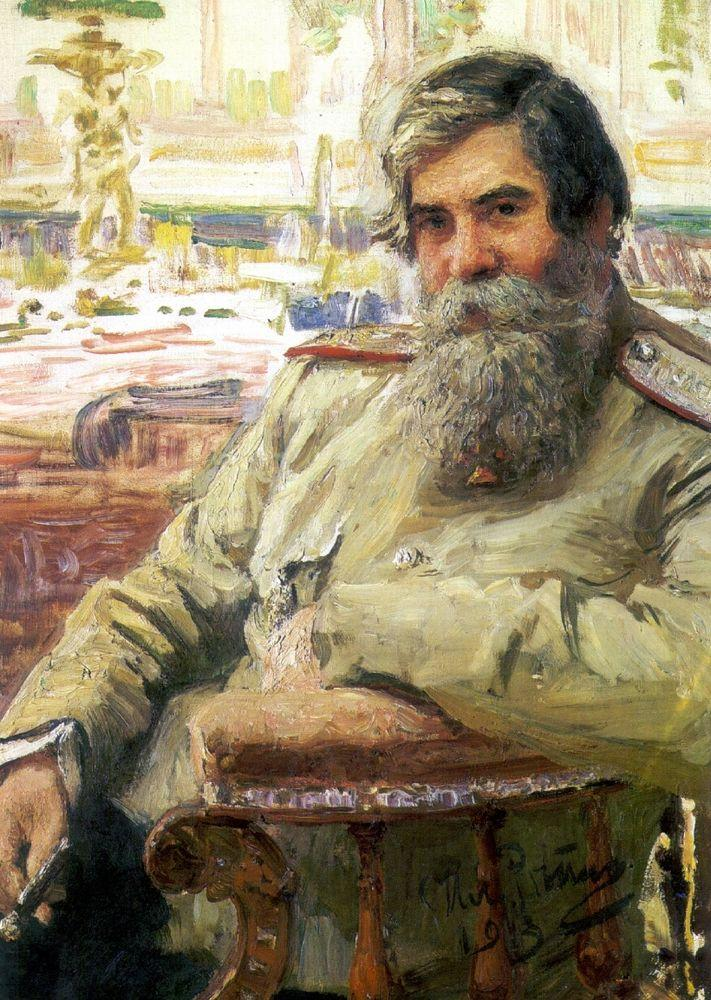
Vladimir Bekhterev, psychiatre russe (1857-1927) par Ilia Répine, en 1913.

Les examens et les expertises ayant pour objet la santé mentale se déroulaient, en général, à l'institut Serbski de Moscou (Centre d'étude de l'État pour la psychiatrie judiciaire) ou à Leningrad, au Bekhterev Research Institute (en), ou, encore, aux instituts neuropsychologiques de Kharkiv ou d'Odessa. Les médecins directeurs de ces instituts étaient les professeurs Snezhnevsky, Andrey (en) Danil Lounts et G.V. Morozov.
Dans les cas où les psychiatres qui avaient examiné l'inculpé n'arrivaient pas aux mêmes diagnostics, ou bien s'il existait à propos du sujet examiné l'une ou l'autre subtilité politique, l'inculpé était envoyé à l'institut Serbski.
L'article 58 du Code pénal de la République socialiste fédérative soviétique de Russie définissait comme étant une rétention de sûreté l'envoi en hôpital psychiatrique général ou de type particulier. C'est de la décision du tribunal que dépendait le type d'hôpital où le « malade » serait « guéri » : hôpital général de niveau urbain, provincial, national (hôpital psychiatrique - Psychiatritcheskaia Balnitsa-ПБ-P.B) ou spécialisé, de type carcéral (hôpital spécialisé - Psychobalnitsa spetsalnova typa-СПБ-SPB).
En principe, lors d'un envoi en hôpital psychiatrique général, les principes légaux « républicains » étaient observés, à savoir : l'hôpital se trouvait habituellement à proximité du lieu de vie du patient. Mais, dans beaucoup d'hôpitaux, même généraux (ПБ-PB), il existait une cellule spécialisée : ainsi à l'hôpital de la ville no 1 à Moscou (Kamenko) ; au no 3 « Datcha Kanatchikova » (Moscou) ; au no 5 «Matroskaia tichina» (oblast de Moscou) ; au « Stolby » de Riga ; au no 3 « Skortsova Stépanova » de Leningrad, etc.
Le placement dans des hôpitaux psychiatriques de type spécial était décidé par un tribunal, à l'égard de malades mentaux présentant, en raison de leur état psychique et des caractéristiques
des actes posés, un danger particulier pour la société. En fait, une telle décision était prise, le plus souvent, à l'égard de dissidents accusés d'activités « politiques ». Bien que la preuve que ces dissidents aient commis des actes dangereux pour la société ou pour eux-mêmes et qu'ils dussent subir une contrainte physique, pour être internés, n'était pas apportée. Le placement dans un hôpital de type général était considéré comme une forme douce de mesure de contrainte de caractère médical.
Les prévenus n'avaient pas de droit de recours en appel. Bien que leurs parents, ou d'autres personnes qui s'intéressaient à eux, pouvaient agir en leur nom, ils n'avaient pas le droit de demander à un autre psychiatre de participer au procès. En effet, les psychiatres invités au procès par le pouvoir public étaient considérés comme suffisamment « indépendants » et dignes de foi aux yeux de la loi. En règle générale, les prévenus, qui avaient été reconnus irresponsables, n'étaient même pas invités à se présenter dans la salle d'audience du tribunal, et l'arrêt de la Cour ne leur était même pas communiqué. Les conclusions des experts ne leur étaient pas présentées non plus et, la plupart du temps, ils n'avaient même pas l'occasion de rencontrer leur avocat.
Dans une série de cas, l'enquête et l'hospitalisation forcée avaient lieu sans ouverture d'un dossier pénal suivant la procédure judiciaire,, mais simplement sur base des instructions médicales ordinaires pour ces cas. C'étaient les instructions médicales relatives à l'hospitalisation des personnes souffrant de maladies mentales qui servaient de cadre de référence à l'action vis-à-vis de l'inculpé. Vladimir Boukovski et S. Gluzman (le premier, dans son célèbre article «Manuel sur la psychiatrie pour le dissident » de 1973) décrivent en détail un tel scénario : « Vos convictions, votre opinion exprimée publiquement, vos actes, ou encore des rencontres, ont attiré sur vous l'attention particulière du groupe opérationnel du KGB. À la suite de circonstances objectives, il s'avère qu'il est préférable de ne pas ouvrir une instruction pénale à votre égard. Dans ce cas le KGB (souvent de manière indirecte, par le biais de la police, du parquet, d'assistants sociaux, d'autres personnes de confiance, etc) vous informe qu'une entrée en institution médicale, selon ce qui lui semble, comme malade mental présente, pour vous, un intérêt particulier.
Le psychiatre de polyclinique, de dispensaire, d'hôpital de ville ou de service des urgences, doit alors vous examiner et, s'il l'estime indispensable, vous faire transporter dans un hôpital de type général.
Un tel examen peut être mené au domicile, au lieu de travail, à l'endroit où a eu lieu un accident, dans le local de détention préventive, etc ».
Les dissidents étaient envoyés de force dans des établissements psychiatriques dans les circonstances les plus diverses. De plus, ils étaient également souvent incarcérés, sans avoir été, au préalable, examinés par un psychiatre. Ils étaient interpellés sur leur lieu de travail, dans la rue, à la maison…
Dans de nombreux cas, les dissidents étaient envoyés à l'hôpital, pour un prétexte ou un autre, par la police locale ou par d'autres services et, là, à leur grand étonnement, ils étaient présentés à un psychiatre qui les envoyait de force dans un établissement psychiatrique.

### Conditions de séjour dans les hôpitaux
N. Adler et S. Gluzman (en 1992), ont analysé les différents types de facteurs de stress éprouves sur les dissidentes qui avaient été soumis à des hospitalisations forcées. Ils sont arrivés, après les avoir classés, aux résultats suivants en ce qui concerne d'abord les facteurs physiques de stress.
- La surpopulation extrême dans les cellules. Suivant le témoignage d'anciens prisonniers des hôpitaux spécialisés et d'experts internationaux, il était déjà très difficile de circuler entre les lits pour une seule personne ; les détenus devaient se tenir en permanence sur les lits, soit assis soit couchés, l'air était vicié (l'absence de ventilation dans les chambres était généralisée).
- L'absence de toilettes (WC) semble être le facteur de stress le plus douloureusement ressenti. L'évacuation des besoins physiologiques ne pouvait se faire que dans les installations prévues par l'administration ; pendant des heures déterminées et pendant quelques minutes pour chaque détenu.
- Le manque d'espace pour circuler et respirer à l'air frais. Une promenade d'une heure était proposée chaque jour, mais les détenus devaient se contenter d'une toute petite cour dans la prison. Il n'y avait pratiquement pas de végétation ni de matériel de sport. La durée de la promenade était de plus réduite de moitié suivant le souhait de l'administration et contrairement au souhait des prisonniers.

Beaucoup de patients des hôpitaux psychiatriques spécialisés se retrouvaient enfermés à l'intérieur la plus grande partie de la journée et sans aucune activité (à l'exception des heures de repas et de la promenade dans la cour). L'hiver, la plupart des détenus ne se rendaient pas dans la cour pour la promenade durant les deux mois où la température était la plus basse.
En ce qui concerne les facteurs de stress moraux et psychologiques, N Adler et S Gluzman reprennent :
- La privation des droits de l'homme élémentaires et imprescriptibles même dans des camps ou dans des prisons.
- La privation de papier et de stylos, la limitation très stricte d'accès aux livres ou aux revues. C'est pour cette raison qu'il devient impossible de passer d'une occupation à une autre et de limiter ainsi les effets néfastes des facteurs de stress. Dans les cas où les détenus commençaient à s'occuper de l'étude d'une langue étrangère, les médecins constataient rapidement une « détérioration de l'état général » et augmentaient des doses de neuroleptiques.
- L'absence de possibilité de se retrouver dans une même chambre avec d'autres détenus politiques : ils devaient au contraire se retrouver avec des détenus atteints de graves maladies mentales, ou qui avaient commis des faits criminels. Les contacts avec les autres dissidents étaient interdits, et les détenus politiques étaient obligés de se trouver en face d'idiots congénitaux, de simples d'esprits ou d'excités en crise de catatonie, etc.

À la différence des détenus des camps et des prisons, ceux des hôpitaux psychiatriques spéciaux n'avaient pas la possibilité de s'adresser au procureur. Bien que, formellement, il fut toujours possible que la famille de la personne enfermée procède devant le procureur à des recours contre le personnel de l'Institut psychiatrique pour comportement pénalement répréhensible, en réalité ce droit ne trouvait pas d'application concrète.
Les citoyens soviétiques qui ont dû affronter les conséquences des enfermements dans des camps, des prisons et des hôpitaux spécialisés considéraient toujours leur expérience comme la plus humiliante qu'ils aient connue, sans respect humain minimum, soit une des plus pénibles qu'ils avaient eu à vivre.
La disposition des lieux dans les hôpitaux psychiatriques spécialisés étaient semblable à celle des prisons. Ainsi à Kazan et à Tcherniakhovsk l'hôpital était entouré de hauts murs de briques qui entourait tout le territoire, avec des miradors, des gardes, et au-dessus des murs du fil de fer barbelé. Toutes les entrées dans les différentes sections étaient fermées par des portes renforcées de barres de fer ou construites en acier massif. Chaque aile de bâtiment avait sa cour de promenade entourée de palissades pour empêcher tout contact entre les différentes sections.
Les détenus eux-mêmes, mais également des experts occidentaux qui les ont visités, ont décrit les caractéristiques des hôpitaux psychiatriques ordinaires. Les conditions de détention y étaient moins cruelles que celles des hôpitaux spécialisés. Les patients pouvaient se promener librement dans les couloirs et avaient accès librement aux lieux de distraction et de repos. On leur donnait la possibilité d'écrire et de lire, de recevoir des visites. Les experts occidentaux remarquèrent que, lorsqu'un patient se trouvait en institution ordinaire, puis passait dans un hôpital spécialisé (СПБ-SPB), il critiquait ensuite beaucoup ce dernier type d'établissement,.

#### Alimentation
La nourriture était grossière, toujours semblable, mauvaise. Dans le système pénitentiaire soviétique, un régime alimentaire maigre a toujours été considéré comme donnant les résultats les plus efficaces au niveau du comportement des détenus. Les patients de ces instituts recevaient toujours des rations encore plus petites que celles des prisonniers des camps ou des prisons. La raison de cette situation résultait aussi du fait qu'une partie significative de la nourriture était prélevée par le personnel sanitaire comme il était appelé. C'étaient des appelés au travail obligatoire dans des instituts psychiatriques spécialisés. Parmi eux se trouvaient des criminels, des délinquants privés de liberté pour des délits divers. Au dire d'anciens détenus des hôpitaux, ce personnel sanitaire agissait de connivence avec l'administration pour obtenir par chantage, par menaces, par la force, la plus grande part des produits alimentaires que leur apportait (en quantité très limitée il est vrai), la famille à partir du monde extérieur à la prison.
Selon un règlement qui n'a pas été publié, les gardiens étaient censés donner de l'eau aux détenus, mais en général ils ne recevaient celle-ci qu'à intervalles irréguliers et après de longues attentes. La privation d'eau est une des choses dont se plaignent le plus les prisonniers, surtout lors de longs trajets de transferts et parce qu'ils étaient souvent nourris de poisson salé.

#### Application forcée des prescriptions médicales

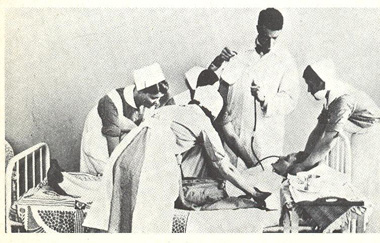
Cure de Sakel administrée à l'hôpital de Lapinlahti, à Helsinki, dans les années 1950.

Les produits neuroleptiques étaient utilisés de manière permanente et durant de longues périodes (des années). De plus, à fortes doses, quand il s'agissait de punir des patients ayant violé le règlement de l'hôpital ou encore pour «guérir» des déclarations de points de vue « anti-soviétiques » par les détenus.
Selon d'anciens détenus dissidents, l'utilisation des neuroleptiques était un des actes médicaux ressenti comme le plus grave commis à leur encontre. Que ce soit dans le cadre d'un acte médical ponctuel, ou pis, dans le cadre de la durée d'un traitement au cours d'une hospitalisation de longue durée.
Les prisonniers craignaient une possibilité de changements mentaux irréversibles en raison de la prise des neuroleptiques. Ils étaient opprimés par une forte peur qu'il ne se remettent jamais dans leur état mental initial, ce qui les empêcherait de retourner à leur vie précédente et à leurs intérêts professionnels d'avant l'internement. Les médecins, généralement, gardaient le silence sur la réversibilité de ces changements.
L'utilisation à long terme des antipsychotiques a conduit parfois à l'apparition chez les prisonniers dissidents de lésions organiques du cerveau, se manifestant par des troubles qui ont perduré durant des années.(p|59—60)
Parmi les thérapies de « choc » peut être citée, par exemple, celle appelée Insulin shock therapy en anglais et cure de Sakel en français (en russe :Инсулинокоматозная терапия), qui provoquait des comas journaliers durant plusieurs semaines en injectant des fortes doses d'insuline,,.

#### Traitement des patients
N. Adler et C Glusman distinguent les cas suivants :
- Le personnel médical remplissait des fonctions officielles d'enquêteur et exigeait des dissidents qu'ils abandonnent leurs convictions politiques en renforçant au besoin les doses de neuroleptique et les traitements de choc qu'ils leur faisaient subir. Cela amenait, en définitive, beaucoup de ceux-ci à recourir au mime pour démontrer au personnel médical la disparition de leurs prétendus « symptômes délirants. »
- Les détenus subissaient des coups de la part du personnel sanitaire, dont une partie était composée d'ex-délinquants ou criminels. Il arrivait souvent que les coups reçus soient tellement forts qu'ils provoquaient des conséquences graves. Les témoins ont raconté par la suite, en détail, des situations concrètes où les coups donnés avaient entraîné la mort de détenus.

Ils subissaient également le supplice dit de l'« enroulement » : le corps est compressé dans des draps humides et froids presque jusqu'à l'étouffement. Puis le corps est placé près d'un radiateur chaud : en séchant les draps se resserrent autour du corps et accroissent encore l'impression d'étouffer,. D'autres punitions de type physique étaient appliquées. En cas de réclamations contre le caractère inhumain du régime de l'hôpital le dissident était envoyé dans la section destinée aux « agités ». Les détenus étaient aussi attachés à leur lits pour de longues durées. À l'hôpital psychiatrique spécialisé de Kazan, ils restaient ainsi pendant trois jours, parfois plus.
Les doses de neuroleptiques étaient augmentées en cas d'infraction au règlement par les détenus, ou à la suite de l'émission de plaintes de leur part. Pour les sanctions, d'autres produits pharmaceutiques étaient utilisés à forte dose. Par exemple, pour punir telle ou telle infraction au règlement (par exemple des critiques vis-à-vis de l'hôpital, des cendres de cigarettes trouvées en dessous du lit, un regard trop insistant vers les seins d'une infirmière).
Dans un des hôpitaux, pour avoir écrit dans une lettre des critiques sur les conditions de vie à l'hôpital, un patient fut condamné à trois semaines d'isolement en cellule fermée.

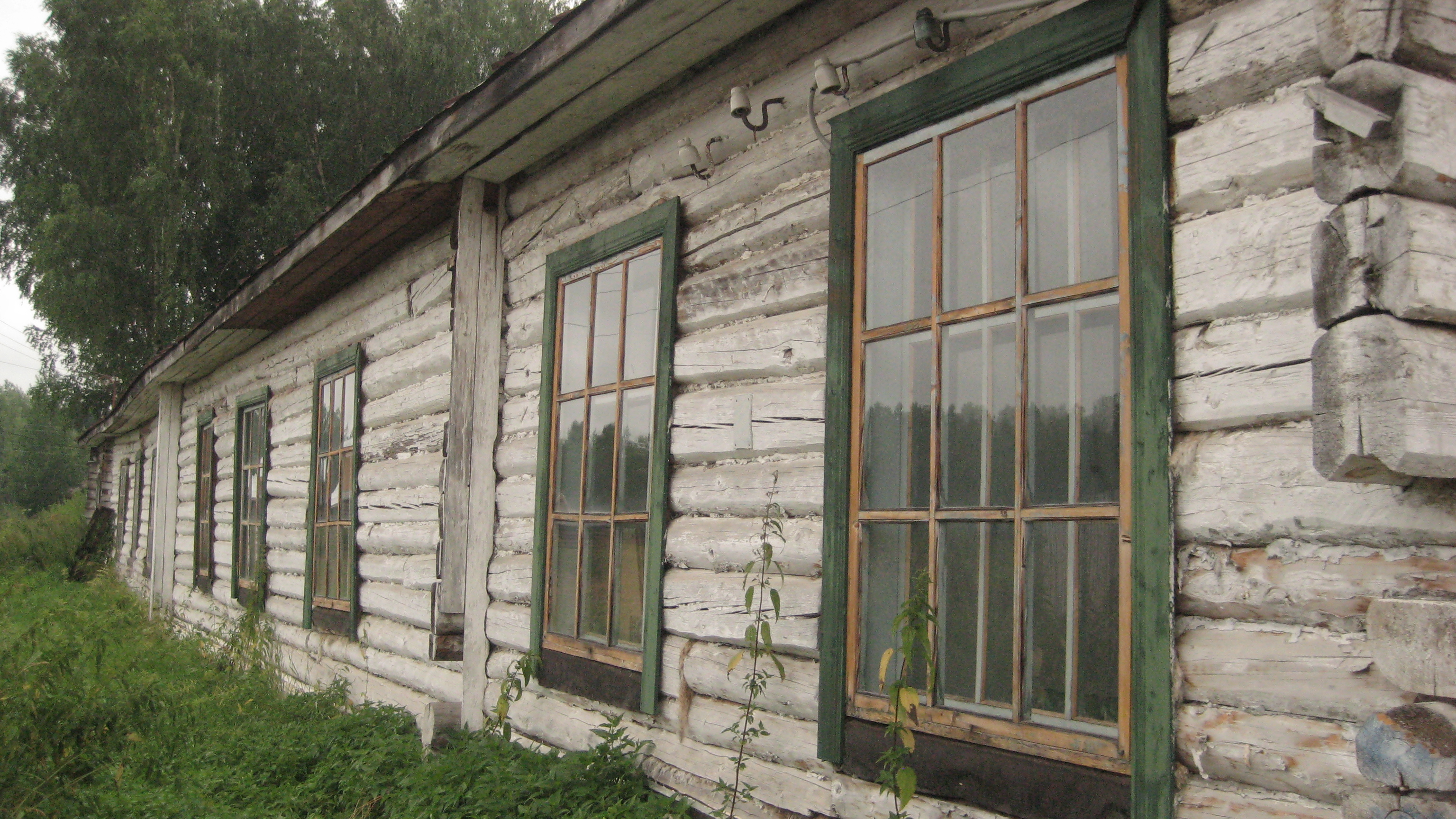
Exemple de baraquement servant à loger les internés à Perm 36.

La plupart du temps, les « patients » ne pouvaient pas conserver leurs affaires personnelles dans le pavillon où ils vivaient. Tout le courrier entrant ou sortant était examiné attentivement ; il leur était interdit de téléphoner. Comme visiteurs, les détenus ne recevaient en principe, que des membres de leur famille. Le nombre de visite était souvent très réduit : ainsi à l'hôpital spécialisé de Tcherniakhovsk les patients avaient en moyenne deux ou trois visites par an.
Le règlement des hôpitaux spécialisés n'étaient pas affichés, mais par contre cela n'empêchait pas d'appliquer des sanctions pour non-respect de celui-ci. Les droits juridiques des patients leur étaient rarement communiqués, de même quant à leur possibilité d'introduire des recours en appel ou autres pour contester une décision à leur encontre.

### Terme de l'internement et sortie d'hôpital
Un des facteurs de stress les plus éprouvants pour les dissidents était l'absence de terme concret à leur enfermement. En principe, tous les semestres les détenus subissaient un réexamen devant une commission psychiatrique, bien que ces examens étaient plutôt fort formalistes,. Un maximum de 10 minutes étaient réservé à chaque « patient. » Chaque jour, les commissions d'examens voyaient passer un très grand nombre de sujets. Habituellement, le médecin psychiatre présentait le patient à la commission. Tous les six mois, les médecins de l'Institut Serbski de Moscou se rendaient dans les centres psychiatriques spéciaux en province.
N. Adler et S.Gluzman font remarquer dans leur article, que les décisions sur la libération ou sur l'envoi dans un hôpital à régime moins sévère (ordinaire) étaient prises en principe par le KGB, puis la décision était visée symboliquement par le médecin ou le juge.
L'académicien Andreï Sakharov écrivait : « Dans pratiquement tous les cas que j'ai rencontré la durée du séjour en hôpital spécialisé était beaucoup plus longue que celle qui était prévue par le tribunal ». N Adler, S Glusman ont publié cette estimation statistique : la durée moyenne de maintien des dissidents dans des hôpitaux psychiatriques spécialisés était de deux ans, mais dans beaucoup de cas elle atteignait 20 ans. Beaucoup de dissidents furent aussi amenés au cours de leur vie à devoir « guérir » plusieurs fois. Souvent d'ailleurs, après leur libération d'un hôpital psychiatrique spécial, il arrivait que les dissidents soient condamnés à une réclusion en camps-prison.

### Effets d'internements prolongés pour les dissidents
Les longs séjours dans des hôpitaux psychiatriques spécialisés entraînèrent des troubles
psychologiques permanents et des difficultés sociales pour ceux qui restaient en vie. Après leur libération, les dissidents restaient sous la surveillance des médecins de l'institution psychiatrique et ce sous la pression des collaborateurs du KGB toujours prêts à hospitaliser une nouvelle fois le « récidiviste ». C'est une fois que le prisonnier se trouvait dans l'hôpital psychiatrique, qu'il devenait clair pour lui que cet enregistrement serait peut-être en fait pour la vie.
Suivant les conclusions de N Adler et S Gluzman, on pouvait retrouver chez les anciens prisonniers (si pas chez tous, chez beaucoup d'entre eux) les sentiments suivants :
- Une répression continue, ressentie, camouflée ou clairement exprimée.
- Une solitude morale et physique.
- La pauvreté, l'absence de foyer familial.
- L'utilisation par le pouvoir de la famille de l'ex-détenu pour exercer des pressions ou espionner les faits et gestes.
- L'absence dans leur région de centre de réhabilitation pour les victimes de tortures.
- L'existence de beaucoup de psychiatres « étiquettes », avec tous les dangers collatéraux que ceux-ci pouvaient provoquer, aussi bien pour la santé que pour la protection des droits.

Certaines victimes de la répression politique sont sortis des hôpitaux avec tel ou tel préjudice physique lourd au niveau de leur santé (jusqu'à la perte totale de capacité de travail) ; d'autres se sont senties psychiquement écrasées. Certaines sont décédées des suites de leur arrivée dans un hôpital psychiatrique, comme le mineur ukrainien et défenseur des droits de l'homme Alexeï Nikitin, comme le serrurier Nikolaï Sorokin, de Louhansk (ex Borochilovgrad) en Ukraine,.
Un nombre considérable d'ex-détenus d'hôpitaux psychiatriques ont constaté sur eux-mêmes, après leur libération, des symptômes qui n'existaient pas avant leur hospitalisation tels que : sensation de fatigue, diminution de la capacité de se concentrer, irritabilité, fréquents cauchemars, sensation passagère de dépersonnalisation, sentiments aigus de mélancolie. Comme il résulte d'une conférence non publiée de Y. Nuller au IVe symposium international sur la torture et la profession médicale en 1991 à Budapest, ce sont les symptômes analogues à ceux observés chez les prisonniers des camps de prisonniers de Staline qui avaient été libérés.

## Commission d'enquête du groupe Moscou-Helsinki sur la psychiatrie utilisée dans des buts politiques
Le 5 janvier 1977, la Commission d'enquête du groupe Moscou-Helsinki sur l'utilisation de la psychiatrie dans des buts politiques est créée, à l'initiative d'Alexandr Podrabinek (en). Les buts poursuivis sont l'identification de cas d'abus et la communication des informations y relatives, ainsi que l'aide aux victimes de la répression psychiatrique.
Parmi les membres de la commission, se trouvent des médecins, des médecins-psychiatres, des dissidents, des juristes , ,
La commission réalise un travail considérable en vue de porter secours aux personnes placées en institutions psychiatriques ainsi qu'aux membres de leur famille, en vue de contrôler les conditions de détentions des prisonniers dans les prisons psychiatriques, pour investiguer et rendre public le cas des dissidents ou des croyants placés en asile psychiatrique par dizaines sans motif médical . La commission édite, durant sa période d'existence, 22 numéros de « Bulletin d'information », à propos de renseignements sur des cas de même genre,,.
L'action de la Commission et la publication des résultats de ses enquêtes attire vers elle l'attention des associations internationales de médecins et de psychiatres, créant ainsi un obstacle à l'usage de la psychiatrie contre les dissidents.
Mais les membres de ces organisations internationales subissent alors, eux-mêmes, la répression,. La Commission d'enquête cesse d'exister le 21 juillet 1981, lorsque son dernier membre actif, Félix Serebrov, est condamné à 5 années de camps et d'exil. Les autres membres sont condamnés à diverses peines : Alexandre Podrabinek à trois ans de privation de liberté, Viatcheslav Bakhmin à trois ans de privation de liberté, de même Léonard Ternovski et Viatcheslav Bakhmin. Irina Grivnina, à 5 ans d'exil.Anatoly Koryagin (en), le médecin conseil de la commission, à 7 ans d'enfermement dans un camp suivis de 5 ans d'exil.

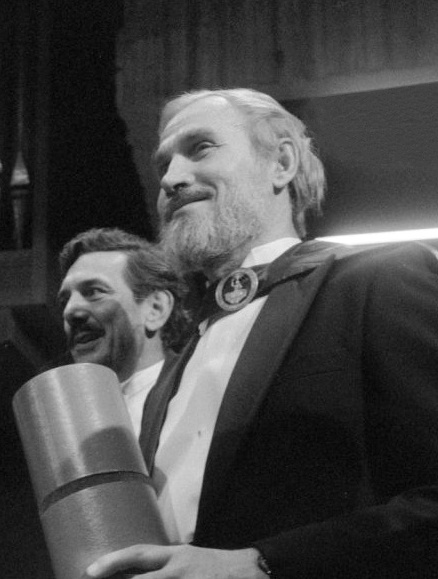
Anatoly Koryagin en 1988.

Alors que Koriagin se trouve enfermé après sa condamnation, l'assemblée générale de l'Association mondiale des psychiatres décide de lui attribuer le statut personnel de membre d'honneur de l'association pour « son action dans la lutte contre le détournement dans l'usage de la psychiatrie à des fins non médicales, son courage son dévouement, son sens du devoir».
La Société américaine de psychiatrie donne à Anatol Koriagin le statut de membre d'honneur. Le Royal "College of Psychiatrists" britannique lui donne également ce statut et envoie une lettre à Iouri Andropov demandant la libération de Koriagin. En 1983 l'association américaine pour le progrès des sciences lui accorde le prix honorant la liberté et le sens de la responsabilité en matière de sciences,. Finalement Anatoly Koryagin est libéré le 19 février 1987.

## Autres expertises et examens
En 1988, le département d'État américain décide de procéder à une enquête officielle afin de clarifier la situation de l'abus en matière psychiatrique à des fins politiques en URSS. En 1989, une délégation de psychiatres américains visite l'Union soviétique et procède à l'examen de 27 victimes d'abus présumés. Les noms leur ont été communiqués par diverses organisations des droits de l'homme, la commission Helsinki-États-Unis et le Département d'État lui-même. Le diagnostic clinique est établi conformément aux normes américaines (DSM-III-R) et internationales (CIM-10),. Les membres de la délégation mènent également des enquêtes sur les membres de la famille des patients. Ils concluent que dans 17 des 27 cas, il n'y a pas de raison clinique pour reconnaître les patients aliénés ; dans 14 cas, il n'y a aucun signe de maladie. L'examen de tous ces cas démontre une utilisation très fréquente du diagnostic de «Schizophrénie» : dans 24 des 27 cas,.
La délégation du département américain arrive également à la conclusion suivant laquelle bien que la plupart des gens soient hospitalisés pour des raisons politiques, certains souffrent de troubles psychiques. Mais en réalité ils ne reçoivent pas, dans ce cas, le traitement qui leur avait été prescrit pour guérir.
Dans l'Ukraine post-soviétique des années 1990, sur base des archives de l'État une enquête est menée pendant cinq ans sur les origines des abus psychiatriques pour des raisons politiques. Finalement 60 personnes voient leur dossier médical réexaminé. Ce sont des citoyens condamnés pour des délits ou crimes politiques et qui sont hospitalisés sur le territoire de la République socialiste soviétique d'Ukraine. Les résultats de cette enquête révèlent qu'aucun des cas expertisés ne nécessitait une quelconque hospitalisation en milieu psychiatrique. L'enquête est menée par un groupe d'experts ukrainiens spécialistes en psychiatrie légale. Un des membres faisait partie du KGB et un autre de l'Institut Serbski à Moscou. Les experts sont stupéfaits de rencontrer des gens en parfaite santé psychique mais auquel a été appliqué le diagnostic de schizophrénie.

## Condamnation de la politique des abus par la communauté internationale des psychiatres
Les premières informations sur les abus de l'utilisation de la psychiatrie en URSS parviennent en Occident dans les années 1960,. L'utilisation de la psychiatrie punitive en URSS est rendue publique lors de nombreux congrès de l'Association mondiale de psychiatrie à Mexico (1971), Hawaï (1977), Vienne (1983) et Athènes (1989).
En 1971, des documents sont communiqués qui représentent 150 pages démontrant les abus de la psychiatrie, à des fins politiques, en URSS. Ils étaient accompagnés d'une lettre de Vladimir Boukovsky demandant d'étudier six cas décrits dans ces documents. Sur base de ceux-ci, un groupe de psychiatres britanniques conclut que les diagnostics des six cas examinés l'avaient été pour des motifs exclusivement politiques. Mais le Congrès de Mexico n'osa pas se prononcer pour une condamnation de l'URSS. Envoyés le 10 mars 1971, les documents provoquèrent l'arrestation de Boukovsky le 31 mars, la veille du Congrès,. Les demandes de ce dernier ne furent pas entendues. La communauté russe des psychiatres menaçait de démissionner de l'Association mondiale de psychiatrie. La crainte que cela cause des préjudices à l'association fut si forte que les délégués des autres pays succombèrent à la pression soviétique. Après son arrestation Boukovsky fut condamné à 7 ans de camps de travail et 5 ans de « privation de liberté » en déportation.
Entre ce premier congrès de Mexico et les congrès qui suivent une masse de plus en plus importante de documents sur la psychiatrie punitive arrive en Occident. Un nombre de plus en plus élevé d'associations expriment leurs inquiétudes.
Mais avant le congrès suivant, qui verra apparaître des preuves sur des faits ignorés auparavant, l'Association mondiale continue à entretenir des relations amicales avec les psychiatres soviétiques.
Le VIe congrès en 1977 se déroule dans la ville de Honolulu (capitale de l'État d'Hawaï). L'Association mondiale de psychiatrie dénonce dans une résolution de son assemblée générale, les abus de la psychiatrie en URSS et la condamne
« L'Association mondiale de psychiatrie attire l'attention sur les abus de l'utilisation de la psychiatrie à des fins politiques et condamne une telle utilisation, dans quelque pays que ce soit. L'Association appelle les associations professionnelles des pays dans lesquels les abus de psychiatrie sont pratiqués à condamner ceux-ci et à les faire disparaître. L'Association prend cette résolution en tenant compte surtout des preuves existants à propos de l'abus de la psychiatrie en URSS,, ».
Le même VIe Congrès décide aussi de créer au sein de l'association une « Commission d'enquête sur les abus de la psychiatrie » (anglais : WPA Committee to Review the Abuse of Psychiatry). Sa compétence consistait en l'étude de tous les cas soumis d'abus psychiatrique. Cette commission existe encore aujourd'hui. Mais le plus important est la "déclaration d'Hawaï" (anglais : The Declaration of Hawaii), le premier document utilisant des normes éthiques nouvelles relatives à l'activité des psychiatres dans tous les pays.
En août 1982, le conseil de la Société américaine de psychiatrie envoie une lettre d'acceptation de la résolution à toutes les associations de psychiatres dans le cadre de l'Association mondiale de psychiatrie :
« « Dans l'hypothèse où la "Société internationale scientifique des neurologues et des psychiatres d'URSS" ne réagirait pas de manière appropriée avant le 1er avril 1983 à toutes les questions posées par l'"Association mondiale de psychiatrie" concernant les abus de psychiatrie dans ce pays (URSS), cette Société internationale scientifique  devra être exclue
temporairement de son statut de membre de l'"Association mondiale de psychiatrie" jusqu'à ce que ces abus cessent », ».
La délégation américaine près la Commission des droits de l'homme des Nations unies, décide également de porter à l'ordre du jour de la réunion qui aura lieu en février 1983 à Genève, un projet de résolution condamnant l'utilisation de la psychiatrie à des fins politiques. Les dirigeants des Sociétés nationales de psychiatrie, dans la mesure où elles soutiennent la position des États-Unis sont invitées à soumettre des propositions appropriées aux ministères des affaires étrangères, aux membres de la Commission des droits de l'homme des Nations unies, à la section internationale de la Société américaine de psychiatrie et au « Comité chargé des questions d'abus de la psychiatrie sous l'angle international ».
Plus spécialement, les résolutions présentées à l'assemblée de l'Association mondiale de psychiatrie demandent que la "Société internationale scientifique des neurologues et des psychiatres d'URSS" soit exclue de l'association mondiale pour « manque de respect des résolutions du congrès, ignorance des questions posées ». Résolutions adoptées par la Société américaine de psychiatrie les associations britanniques et danoises.
Les associations nationales étaient arrivées à la conclusion suivant laquelle 10 ans de diplomatie secrète, de conversations privées avec les représentants de la psychiatrie officielle, de refoulement de protestations publiques n'avaient pas eu de répercussions sensibles sur les abus de psychiatrie soviétique et que leur approche n'était donc pas une réussite. En janvier 1983, le nombre d'associations, membres de l'association mondiale décidées à voter en faveur d'une exclusion temporaire ou indéterminée dans le temps de l'Association mondiale de psychiatrie, augmenta de neuf membres. Comme les dites associations disposaient de la moitié des voix au conseil d'administration de l'"Association mondiale de Psychiatrie", les Soviétiques étaient assurés d'être exclus lors de la prochaine assemblée générale qui suivrait 6 mois plus tard, en juillet 1983.
En 1983, la "Société internationale scientifique des neurologues et des psychiatres d'URSS" s'exclut elle-même volontairement de la liste des membres de l'"Association mondiale de psychiatrie" la veille du VIIe congrès en Autriche, pour ne pas voir sans cesse sa réputation compromise. Les motifs de cette décision apparaissent dans la lettre du président du KGB d'URSS Vitaly Fedortchouk et du ministre de la santé publique d'URSS Sergueï Bourenkov adressée au Comité central du Parti communiste de l'Union soviétique « Sur la préparation des services spéciaux à la lutte contre les nouvelles actions antisoviétiques à prévoir en 1983 lors du Congrès mondial des psychiatres en Autriche » :
« Selon les renseignements obtenus par la KGB, les dirigeants du comité d'organisation autrichiens  qui préparent le VIIe congrès de L"'Association mondiale de psychiatrie" considèrent que l'exclusion est pratiquement acquise, puisque selon le professeur Hofman, membre de ce comité il a « préparé et finalisé sa mise en œuvre». Tenant compte des circonstances il est raisonnable d'examiner la sortie de la "Société internationale scientifique des neurologues et des psychiatres d'URSS" comme membre de  l'Association mondiale de psychiatrie et d'ignorer sa participation au VII congrès en Autriche, ». À ce congrès, l'Association mondiale prit la résolution suivante :
« L'"Association mondiale de psychiatrie" accueillera le retour de la "Société internationale scientifique des neurologues et des psychiatres d'URSS" au sein de ses membres, mais est dans l'attente d'une collaboration sincère et de la présentation préalable de preuves concrètes concernant l'utilisation de la psychiatrie à des fins politiques en URSS,. »
L'attitude de la psychiatrie russe vis-à-vis de l'occident ne se modifia qu'avec la Perestroïka. À cette époque, furent publiés dans la presse de nombreux témoignages des victimes des abus psychiatriques. En envoyant sa délégation au congrès d'Athènes de l'Association mondiale de psychiatrie, l'Union soviétique acceptait de reconnaître que de manière systématique il y avait existé des abus en psychiatrie à des fins politiques, et qu'elle entendait y mettre fin et réhabiliter les victimes. En octobre 1989, au congrès d'Athènes, la "Société internationale scientifique des neurologues et des psychiatres d'URSS" fut à nouveau admise au sein de l'"Association internationale de psychiatrie". L'Association indépendante des psychiatres de Russie y fut admise également pour servir de contrepoids à l'ancienne association, et aux profondes insuffisances de la psychiatrie soviétique officielle
Voici les conditions qui étaient posées à l'association russe pour entrer dans les rangs :
1. reconnaître publiquement que l'Union soviétique avait utilisé l'abus de psychiatrie à des fins politiques ;
2. réhabiliter les victimes de la psychiatrie punitive ;
3. adopter des lois accordant des aides et des garanties en matière de droit des citoyens en ce domaine ;
4. ne pas imposer d'obstacles aux procédures d'investigation de l'Association mondiale de psychiatrie en URSS ;
5. renouveler le cadre de la psychiatrie officielle en URSS[15].

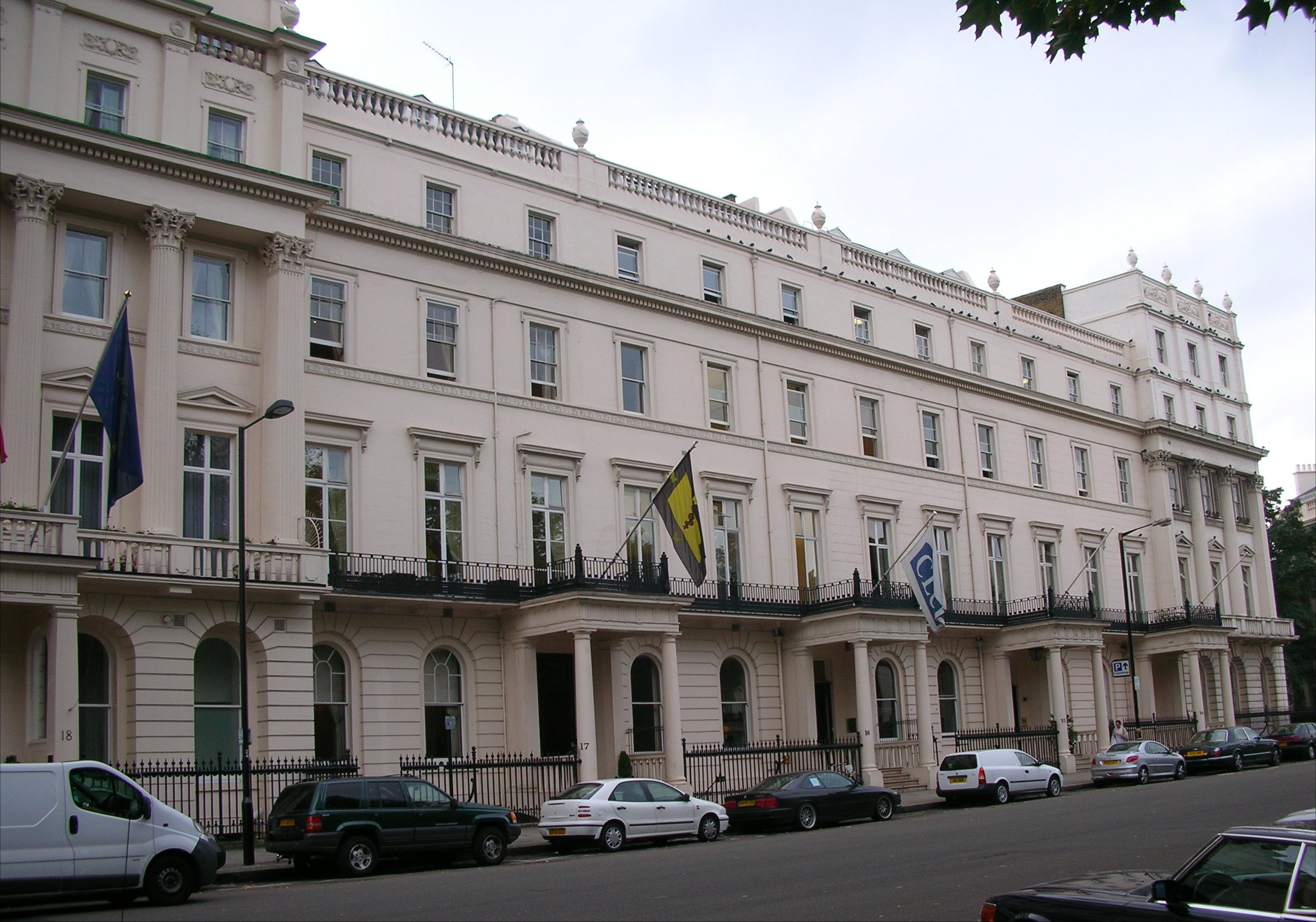
Royal College of Psychiatrists, Belgrave Square, Londres (Grande-Bretagne).

En application de ces conditions, le 2 juillet 1992 la Russie adopte la loi sur l'assistance psychiatrique (N 3185-1), entrée en vigueur le premier janvier 1993,, qui reconnaît l'utilisation psychiatriques à des fins politiques et la réhabilitation d'une partie des victimes conformément à la loi du 18 octobre 1991 de la RSFSR. « Sur la réhabilitation des victimes de la répression politique», des personnes qui pour des raisons politiques ont été détenues sans raisons valables dans des établissements psychiatriques pour des traitements obligatoires et qui peuvent bénéficier de la réhabilitation et des avantages prévus pour toutes les catégories de citoyens reconnues comme victimes de la répression politique. Conformément au Règlement relatif aux voies légales pour obtenir le payement en argent de compensations suivant la loi de la RSFSR « Sur la réhabilitation des victimes de la répression politique », approuvée le 16 mars 1992, il est prévu une compensation financière au profit de ces citoyens. C'est ainsi que l'État reconnaît les faits d'utilisation de la psychiatrie à des fins politiques.
En 1990, dans la revue du Collège royal des psychiatres britanniques Bulletin psychiatrique fut publié l'article d'Anatoli Koriagine « Contraintes en psychiatrie : un bien ou un mal ? », qui traite de huit arguments sur l'utilisation de la psychiatrie répressive à des fins politiques de manière abusive en URSS.
La psychiatrie punitive en URSS exerça une forte influence sur le développement et la radicalisation du mouvement appelé antipsychiatrie en Occident. Suivant Youri Savenko (en), rien ne servit plus l'antipsychiatrie que la répression psychiatrique en Union soviétique durant les années 1960 à 1980, du fait de la pratique d'abus et surtout de la médiatisation de ceux-ci.
Au début des années 1990 la directrice du Centre Serbsky, Tatiana Dmitrieva exprima ses regrets pour l'utilisation massive de la psychiatrie à des fins politiques en URSS en vue de discréditer, de réprimer d'intimider des mouvements de droits de l'homme particulièrement au sein même de cet institut Serbski dont elle devint directrice à une autre époque (1998-2010). À ce sujet, dans son livre Alliance de la loi et de la compassion (2001) elle écrit que s'il y eut des abus en URSS il n'y en eut pas plus qu'en Occident.

## Nombre de victimes et réhabilitations
Il existe des données et des estimations différentes quant à l'ampleur de l'utilisation de la psychiatrie à des fins politiques en URSS.
Ainsi en 1994—1995 une commission de médecins psychiatres moscovites visite les hôpitaux psychiatriques de type spécial du ministère de l'intérieur à Tcherniakhovsk, Saint-Pétersbourg, Kazan, Orel et Sytchiovka, où elle peut prendre connaissance des fichiers des patients et étudier l'histoire de divers cas concrets de maladies. Des listes de personnes, placées à l'hôpital en soins obligatoires pour cause " de délits politiques " au sens du code pénal, sont soumises à la commission «Memorial». Il reste que ces listes de patients soumises à « Mémorial » auraient parfois du être multipliées par dix : elles s'élevaient à 2 000 personnes
Un grand nombre de cas d'abus psychiatriques sont parfaitement documentés. Ainsi Bloch et Reddaway dans leur ouvrage « Soviet Psychiatric Abuse » présentent des données documentées à propos de 500 cas d'abus psychiatriques. Selon Reddaway ces cas ne représentent pas plus de 5 pour cent du nombre des cas d'abus sur une période de vingt ans.
L'organisation de défense des droits de l'homme Freedom House a présenté une étude minutieuse de 1 110 cas de détenus politiques, parmi lesquels 215 étaient enfermés dans des institutions psychiatriques. Selon les conclusions de cette organisation le nombre exact de détenus politiques était environ dix fois plus élevé (et, dans la même proportion ceux qui étaient victimes d'abus psychiatriques)
Le président de l'association des psychiatres d'Ukraine Semyon Gluzman (en), remarque :
« Des statistiques précises sur des abus psychiatriques … il n'en existe pas. Des renseignements fournis par le bureau des archives des services de la direction de la sécurité en Ukraine, concernent exclusivement des citoyens qui sont passés par des procédures judiciaires. Or, de nombreuses personnes ont été soumises à des abus et à la répression psychiatrique, en dehors de toute procédure légale,… »
Anatoli Sobtchak dans la préface d'un de ses livres sur la psychiatrie punitive donne cette estimation des proportions de celle-ci:
« Les méthodes d'évaluation de la répression psychiatrique en URSS posent toujours problème quant aux faits et quant aux chiffres. À la suite du bilan des travaux de la commission de la direction du parti dirigée par A. N. Kossygin en 1978, la décision fut prise de construire 80 hôpitaux psychiatriques supplémentaires et 8 hôpitaux spéciaux. Leur construction devait se terminer en 1990. Ils furent construits à Krasnoïarsk, Khabarovsk, Kemerovo, Novossibirsk et encore dans d'autres villes d'URSS. Dans le cadre des réformes politiques en Russie à partir de 1988, le Ministère de l'Intérieur a supprimé 5 hôpitaux et en a transformé 5 autres pénitentiaires en civils. Des mesures importantes ont été prises en hâte pour réhabiliter nombre de  patients, dont une partie était psychiquement mutilée (rien que pour cette année 1988 cela concernait 800 000 patients). Rien qu'à Leningrad, en 1991-1992, 60 000 personnes furent réhabilitées »
Suivant les données publiées par la Société internationale pour les droits de l'homme dans son « Livre blanc sur la Russie », le nombre total de personnes victimes d'abus psychiatriques dans des buts politiques était de l'ordre de deux millions. Ce n'est qu'à partir de 1988 que, peu à peu, а l'initiative de l'Association mondiale de psychiatrie, nombre de personnes purent quitter les dispensaires psychiatriques.
En 1988—1989, à la suite des conditions posées par l'Association mondiale de psychiatrie pour que l'Association soviétique puisse à nouveau faire partie de ses membres, après son retrait de 1983, environ deux millions de personnes furent retirées du nombre des internés psychiatriques.
Selon van Voren, un tiers des prisonniers politiques se trouvaient en URSS en hôpital psychiatrique, Selon les données disponibles, van Voren conclut que des milliers de dissidents étaient hospitalisés pour des motifs politiques, Il démontre encore que « les milliers de victimes de cette politique d'abus ne représentent que la pointe de l'iceberg de la masse de millions de citoyens soviétiques, qui furent victimes de la psychiatrie totalitaire soviétique », en décrivant les conditions de séjours des personnes atteintes de troubles mentaux dans les internats psychiatriques, dans les hôpitaux et les violations massives des droits des patients dans ces institutions Les mêmes problèmes, selon van Voren, existent encore dans l'espace post-soviétique.
Le problème des poursuites judiciaires contre les personnes responsables d'avoir joué un rôle direct dans des abus psychiatriques en URSS a été complètement ignoré. De nombreuses victimes de « psychiatrie politique » sont mortes sans avoir été réhabilitées, comme l'ingénieur Vadim Lachkine, qui écrivit une lettre de défense en faveur d'Alexandre Soljenitsyne en 1970.

## Souvenirs d'anciens internés
- (ru) Vladimir Boukovski И возвращается ветер...
- (ru) Natalia Gorbanevskaïa Полдень. Дело о демонстрации 25 августа 1968 года на Красной площади
- (ru) Piotr Grigorenko В подполье можно встретить только крыс...
- (ru) Léonid Pliouchtch История болезни Леонида Плюща: Письма Л. Плюща из психиатрической больницы, отзывы о нём друзей, заявления в прокуратуру и другие документы в его защиту
- (ru) Valéria Novodvorskaïa Над пропастью во лжи
- (ru) Valéria Novodvorskaïa По ту сторону отчаяния
- (ru) Natalia Gorbanevskaïa Что было: свидетельствует Наталья Горбаневская. Интервью Валерия Абрамкина
- (ru) Léonid Pliouchtch На карнавале истории
- (ru) Natalia Gorbanevskaïa Что было: свидетельствует Наталья Горбаневская. Интервью Валерия Абрамкина